# 婆羅浮屠
婆羅浮屠是一座建於8－9世紀的大乘佛教佛寺，位於印度尼西亚中爪哇省馬吉冷縣。是目前世界上最大的佛寺，建築基部尺寸為123公尺乘123公尺，最高點距地面35公尺，由九個堆疊的平台組成，其中下方六個約略為方形、上方三個為圓形。頂部有一座中央圓頂。整座佛寺有2,672塊浮雕、504尊佛像。中央圓頂周圍環繞著72尊佛像，每尊佛像都坐落在鐘型、有許多孔洞的佛塔內:35-36。
婆羅浮屠建於夏连特拉王国統治時期，寺廟設計遵循爪哇寺廟建築風格，融合印度尼西亞土著祖先崇拜的傳統與佛教涅槃概念。這座寺廟的風格受到印度笈多王朝藝術的影響，但加入諸多本地的場景與元素，使得婆羅浮屠成為獨具印度尼西亞特色的寺廟。此浮屠為供信眾禮佛的佛教聖地，禮佛者從浮屠底部開始，沿著重重的樓梯與走廊到達頂端，象徵通過三界：欲界、色界、無色界，牆壁和欄杆上有1,460個佛教故事浮雕。婆羅浮屠為世界幾處最大、最完整的佛教浮雕群之一。
證據顯示婆羅浮屠建於8－9世紀，15世紀爪哇人轉信奉伊斯兰教之後被遺棄:4。1814年，爪哇代理總督斯坦福·莱佛士爵士從印度尼西亞土著口中得知婆羅浮屠的位置，並廣為讓外界知曉。此後婆羅浮屠經過多次修復，最大的修復工程在1975年至1982年間，由印度尼西亞政府和聯合國教科文組織所推動，隨後此地被列為聯合國教科文組織世界遗产。
婆羅浮屠是世界上最大的佛教寺廟，與緬甸的蒲甘、柬埔寨的吳哥窟並列為東南亞最重要的考古遺址。今日婆羅浮屠為熱門的朝聖場所，印度尼西亞佛教徒在此地慶祝卫塞节。婆羅浮屠亦為印度尼西亞一處熱門的旅遊景點:211-215。

## 詞源

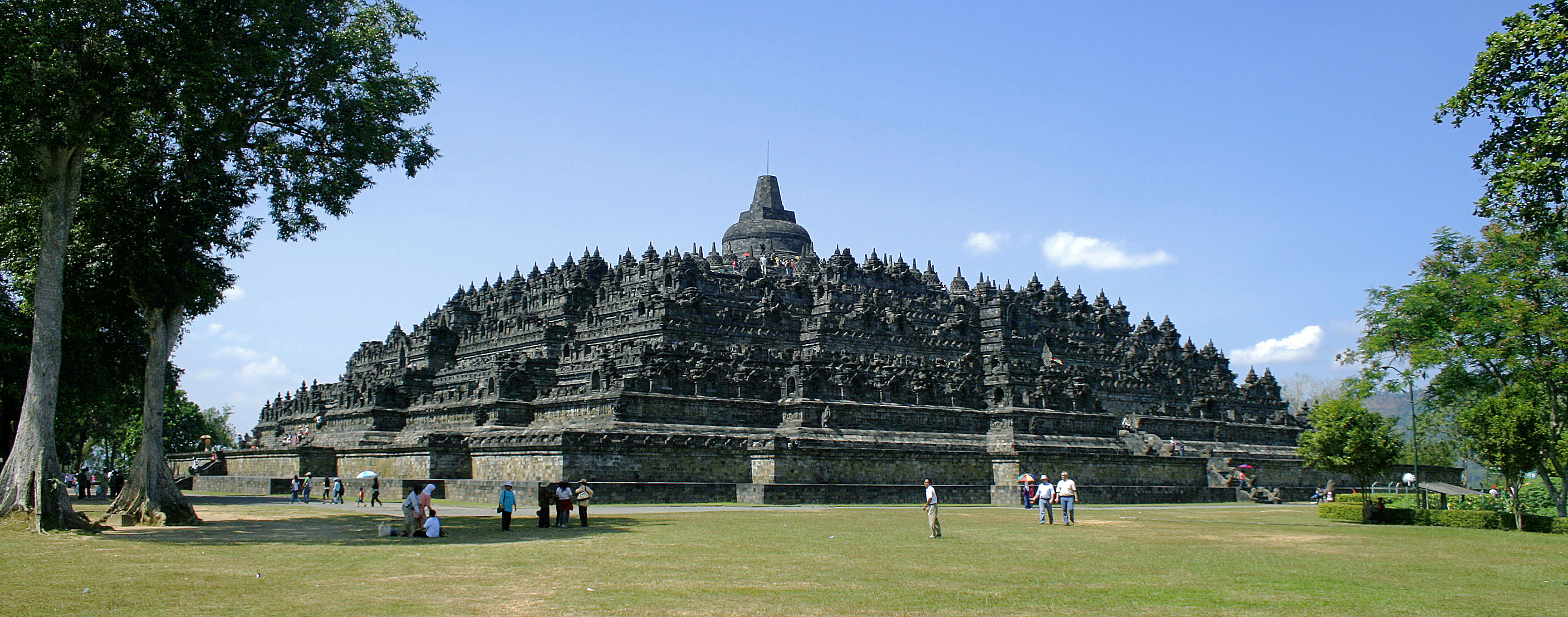
從西北方觀看婆羅浮屠，在卡蘭登加碑文和特裡特普桑碑文中都有提到此地

印度尼西亞的印度教寺廟或佛寺稱為禅邸，當地人稱婆羅浮屠為「婆羅浮屠禪邸」。禪邸一詞也可通稱古代建築，例如門、浴室。解析婆羅浮屠名稱，「Boro」為大；「budur」為佛:13。婆羅浮屠名稱最早出現在斯坦福·莱佛士爵士所著、1817年出版的《爪哇歷史》，為最早提到「婆羅浮屠」一詞的書:13。先前唯一提到名為「Budur」的寺廟，為1365年满者伯夷宮廷佛教學者普拉班扎以古爪哇語撰寫的《爪哇史頌》貝葉經。
大多數禪邸均以附近村莊的名稱來命名。如果它遵循爪哇語慣例並以附近的「Boro」村莊命名，這座禪邸應該被命名為「BudurBoro」。莱佛士爵士認為「Budur」可能對應於現代爪哇語「Buda」（意為古代），「BudurBoro」意思為「古代的Boro」；另一個可能是「Boro」意思是偉大或尊貴，「Budur」意思是佛陀:13。然而，另一位考古學家認為「Budur」來自爪哇語「bhudhara」，意思是山:70,  83。
荷蘭考古學家巴納特·坎坡斯（August Johan Bernet Kempers）認為，「Borobudur」可能源自於梵语「Vihara Buddha Uhr」，翻成爪哇語後發音與原先有差異，「Buddha Uhr」可能指佛陀之城；另一個可能是「Beduhur」可能是古爪哇語，今日巴厘语中仍然存在這個詞彙，其由詞幹「dhuhur」或「luhur」構成，意思為高處，表示婆羅浮屠的意思是位於高處或山上的佛寺。
有兩處碑文提到了一座神聖的佛寺建造和落成，提到的佛寺可能為婆羅浮屠，兩處碑文均在天芒宮縣的克都（Kedu）發現。824年的建立的卡蘭登加碑文提到了一座名為「Jinalaya」的神聖建築，由薩馬拉通加國王（Samaratungga）的女兒帕莫達瓦哈尼（Pramodhawardhani）揭幕。842年的特裡特普桑碑文提到「sima」一詞，表示這是帕莫達瓦哈尼授予的免稅土地，用以資助和維護名為「Bhūmisambhāra」的起源地（Kamūlān）。「Kamūlān」的詞源為「mula」，字面意思為起源地，意指是紀念祖先的神聖建築:46。荷蘭东方研究學者約翰內斯·卡斯帕里斯表示「Bhūmi Sambhāra Bhudhāra」在梵文中的意思是「到達菩薩境界的十地合德之山」，為婆羅浮屠的原名。

## 地理

### 三座佛寺的關聯

三座佛寺：婆羅浮屠、帕翁寺、曼都寺排成一直線，跨越普羅戈河

三座佛寺：婆罗浮屠、帕翁寺、曼都寺排成一直线，跨越普罗戈河。

婆羅浮屠位於日惹西北約40公里，梭羅西方約86公里處，位於兩座雙火山（Twin Volcano）孫多羅火山－松賓火山和默巴布火山－默拉皮火山，以及兩條河流普羅戈河和埃洛河（Elo）附近的高地，此地稱為克都平原。根據當地神話，該地區因土壤肥力高而被稱為「爪哇花園」，為爪哇人的聖地:1。
在20世紀初的修復中，西奧多·範厄普（Theodoor van Erp）發現該地區的三座佛寺：婆羅浮屠、帕翁寺、曼都寺位於一條直線上，三座佛寺之間應存在某種儀式關係，但確切的儀式內容不得而知。

### 古代湖泊假說
在20世紀，考古學家對婆羅浮屠周圍是否曾存在湖泊有激烈爭辯。1931年，荷蘭籍，同時具備藝術家、印度學與佛教建築學者身分的維南德·紐文坎普（Wijnand Otto Jan Nieuwenkamp）提出假说：克都平原曾經是一個湖泊，婆羅浮屠最初如同蓮花一般漂浮在湖面上:70, 83。但有人提出婆羅浮屠是建在海拔265公尺的基岩山丘上，位於乾涸的古婆羅浮屠湖上方15公尺。
雅克·杜馬凱（Jacques Dumarçay）與甘帕蒂·塔尼卡莫尼（Ganapathi Thanikaimoni）教授於1974年、1977年從山上的試驗溝與南方緊鄰的平原採集土壤樣本，之後塔尼卡莫尼分析樣本中花粉和孢子的種類，以確認在婆羅浮屠建造年代該地區的植被類型。研究發現並無任何已知生長在湖泊、池塘或沼澤等水生植物的花粉或孢子，婆羅浮屠建造時，周圍的地區似乎被農田和棕櫚樹包圍，這與今日景象相同。凱撒·佛特（Caesar Voûte）與地貌學家諾辛（Nossin）在1985－1986年的田野調查中重新審視婆羅浮屠湖假說，確認婆羅浮屠建造與作為聖所時，周圍沒有湖泊。調查結果撰寫成文章〈A New Perspective on Some Old Questions Pertaining to Borobudur〉（婆羅浮屠一些老問題的新觀點），發表於2005年聯合國教科文組織出版的刊物《The Restoration of Borobudur》（婆羅浮屠的修復）當中:213-219。

## 歷史沿革

### 建造

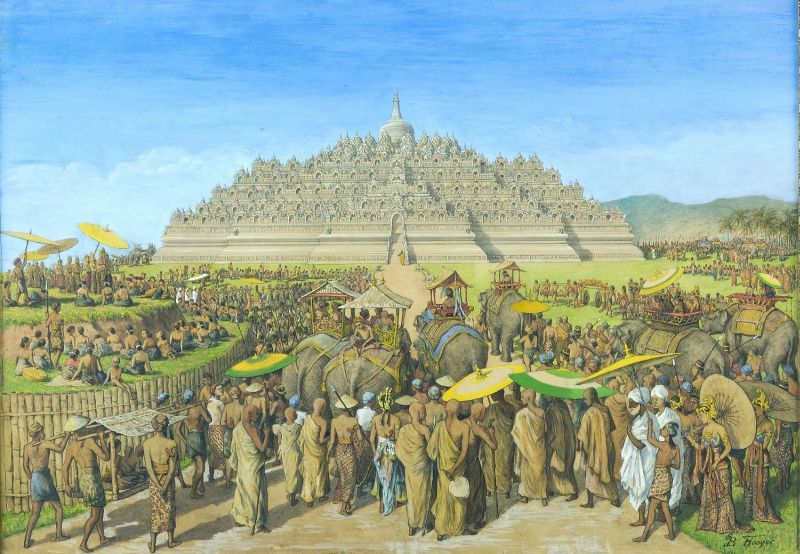
重現婆羅浮屠鼎盛時期的場景，吉斯伯特·布蘭特·胡耶（Gijsbert Brandt Hooijer）於1916－1919年間所繪

沒有確切的建造記錄或婆羅浮屠的預期用途，但建造時間透過比較寺廟石雕工藝底部與8－9世紀君主制誥中常用的銘刻，婆羅浮屠可能建於800年左右:9。此為夏连特拉王国統治時期，當時他們版圖不僅於爪哇中部，還包括今日馬來西亞、菲律賓一部分與泰國南部。估計建造這座建築耗時75年，在825年薩馬羅通加國王統治期間落成:143。
當時爪哇統治者不確定性信奉印度教還是佛教，夏連特拉王國虔誠信奉佛教，但索約梅托碑文顯示他們可能是印度教徒。這段時期在克都平原與附近山區建立許多印度教和佛教聖地，包括婆羅浮屠、祭祀湿婆的印度教寺廟普兰巴南。732年，濕婆教徒珊闍耶國王下令建造武基爾山禪邸，在婆羅浮屠東方僅10公里。
建造如婆羅浮屠的佛寺在當時是有可能的，珊闍耶的繼承人拉凱·帕南卡蘭國王允許佛教徒建造此類寺廟。事實上，為了表達他的尊重，拉凱·帕南卡蘭將加拉桑村治理權交給佛教信眾，如同778年加拉桑銘文所記述。這讓考古學家相信這時期爪哇從未發生嚴重的宗教衝突，因為信奉印度教的國王有可能造訪佛教聖地，信奉佛教的國王亦可能造訪印度教聖地:10，夏連特拉王國時期對於各種宗教持寬容態度。856年在拉圖博科高原上發生的戰役在此多年之後，其為一場政治戰爭。

### 廢棄

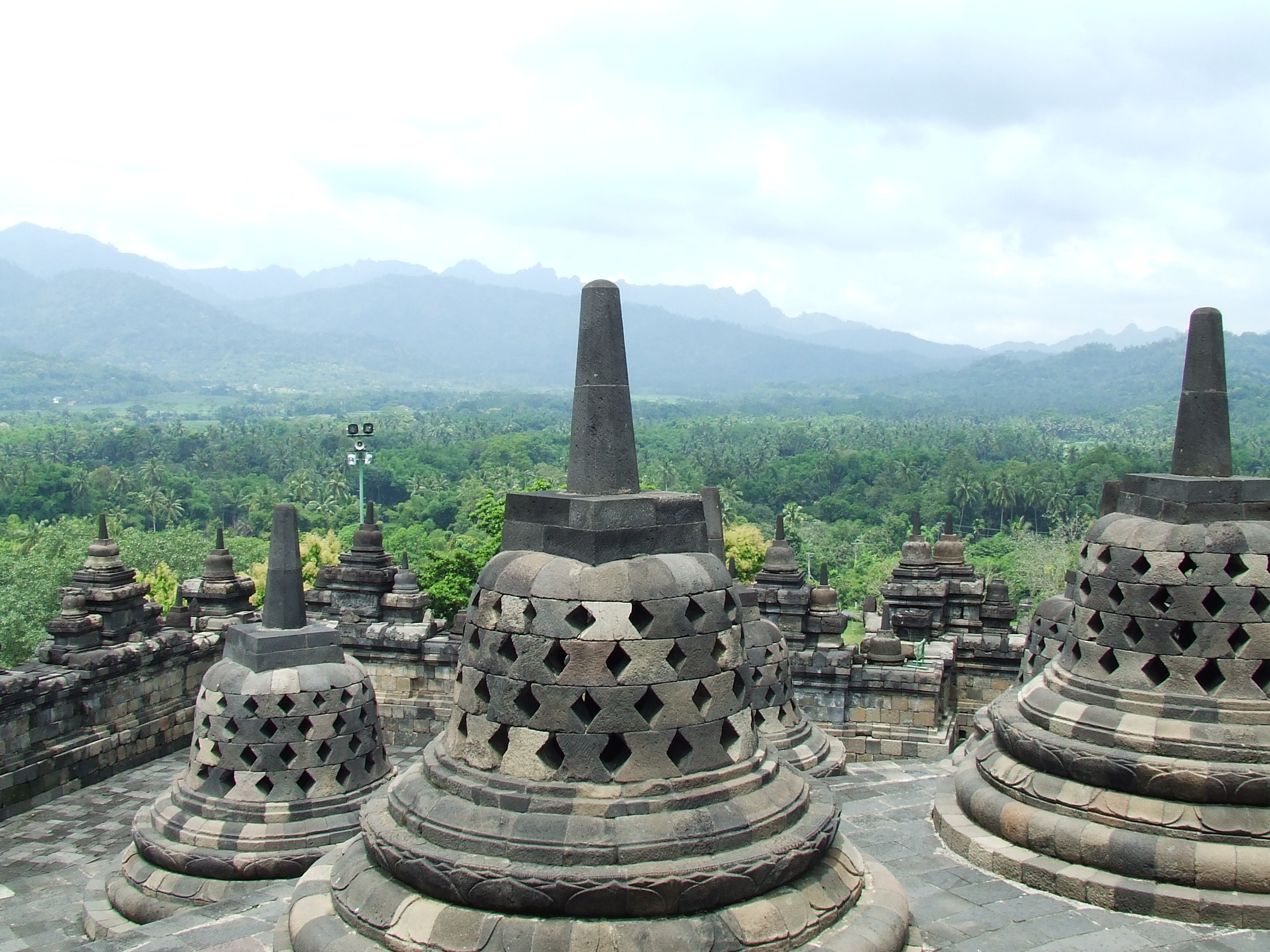
從婆羅浮屠佛塔俯瞰遠山，此地曾荒蕪數個世紀

婆羅浮屠埋藏在火山灰之下、叢林之間數個世紀，它被遺棄的原因仍是個謎。現今不清楚婆羅浮屠的使用與佛教徒朝拜於何時終止。928年至1006年間，在多次火山爆發後，马打兰王国的姆普·辛多克國王將首都遷至東爪哇地區，不確定是否因此遺棄該處。之後仍有文獻記載，普拉班扎約1365年撰寫的《爪哇史頌》曾提到此處；蘇克莫諾（Soekmono）1976年的研究提出，一般相信當地民眾15世紀時改信仰伊斯蘭教時，此處遭到廢棄:4。
這座歷史遺跡並沒有完全被人民遺忘，但民間傳說逐漸由過去的輝煌，轉而成為厄運和苦難的迷信。18世紀兩篇爪哇歷史文本提到此處的厄運傳說：一篇記載於《爪哇編年史》，1709年瑪斯·達納（Mas Dana）反叛马打兰苏丹国國王帕庫布沃諾一世（Pakubuwono I），在婆羅浮屠（Redi Borobudur）山被圍困，瑪斯·達納被捕後處死；另一篇在《馬打蘭蘇丹國歷史》，1757年日惹蘇丹國王儲明知有厄運的傳說，但他對於「被囚禁在籠中的武士」（指佛塔中的雕像）感到憐憫，忍不住前去見他的「不幸的朋友」，回到王宮後他病倒了，一天後去世。:4-5

### 重現

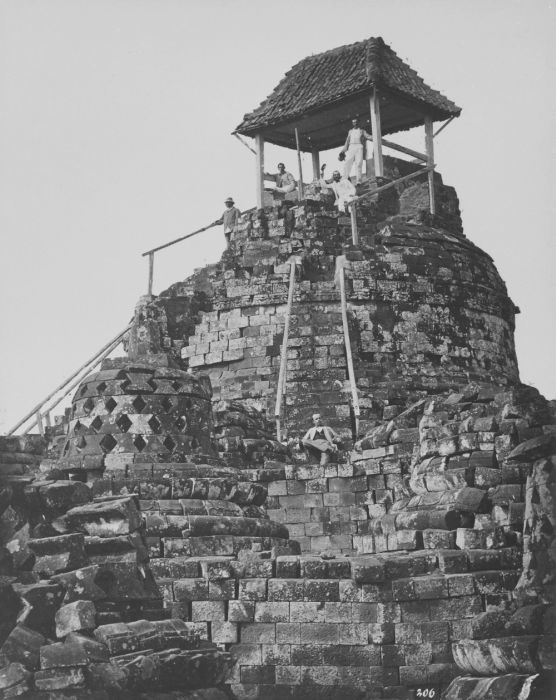
19世紀中葉，婆羅浮屠主佛塔上方安裝木製平台

1811年英荷爪哇战争後，1811－1816年爪哇由英國統治。當時代理總督斯坦福·莱佛士爵士對爪哇歷史有高度興趣。1814年莱佛士視察三寶壟時，得知布米塞戈羅（Bumisegoro）村附近的叢林深處有一座巨大的遺跡，他本人未親眼見到，但派遣一位1806年至1807年間曾探索色烏禪邸的荷蘭考古學家赫爾曼·科尼利厄斯進行調查:5。科尼利厄斯帶領200人的團隊在兩個月內砍伐、燒毀叢林，並清除火山灰，使得此歷史遺跡重新現世。但由於部分遺跡有可能崩塌，科尼利厄斯並未清理所有的雕刻，他繪製許多圖紙，向萊佛士爵士報告。儘管萊佛士僅講了幾句話，大部分的工作均是科尼利厄斯與團隊的辛勤貢獻，但外界認為婆羅浮屠重現的主要功勞為萊佛士爵士，是他讓全世界知道此處。
荷屬東印度克都地區駐地公使克里斯蒂安·哈特曼（Christiaan Lodewijk Hartmann）接續科尼利厄斯的工作，1835年整座建築清理完畢。哈特曼對於婆羅浮屠的興趣以私人居多，而非公務。1842年哈特曼調查了主佛塔，其內部是空的，未知他是否有發現特別之處，他也未留下調查活動的報告:6。

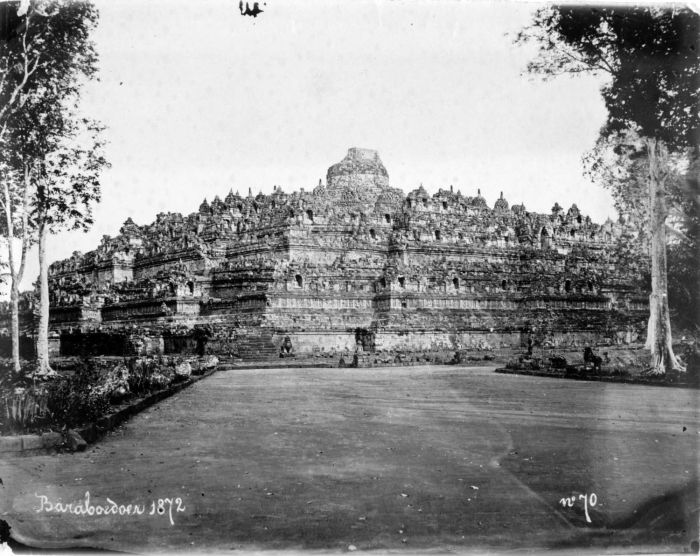
1872年的婆羅浮屠

荷屬東印度政府隨後分別委託弗蘭斯·卡瑞爾·威爾森（Frans Carel Wilsen），以及揚·弗雷德里克·格里特·布魯蒙德（Jan Frederik Gerrit Brumund）調查此歷史遺跡，而後威爾森繪製了數百張婆羅浮屠草圖。婆羅浮屠的調查於1859年完成，政府打算以布魯蒙德的研究為基礎，搭配威爾森繪製的草圖發表文章，但布魯蒙德拒絕，之後政府委託另一位學者康拉杜斯·李曼斯（Conradus Leemans）根據布魯蒙德和威爾森的資料編寫一本專書，於1873年出版。1874年，其法文譯本出版。第一張婆羅浮屠的照片由荷蘭雕刻家伊西多爾·范·金斯貝根（Isidore van Kinsbergen）於1872年拍攝。:6, 42
當時政府對保護婆羅浮屠遺跡完整的認知程度有限，有一段時期成為「紀念品獵人」與小偷的盜寶地點。1882年，因婆羅浮屠狀況不穩定，當時文物總督察建議將婆羅浮屠完全拆解，搬到博物館存放。政府任命皇家巴達維亞藝術與科學協會考古收藏館館長威廉·彼得·格羅內維爾特（Willem Pieter Groeneveldt）進行徹底調查，並評估整體狀態。格羅內維爾特認為對婆羅浮屠狀況不穩定的擔憂是沒有道理的，建議保持原樣。:42
婆羅浮屠被認為是「紀念品」的來源，部分雕塑被洗劫一空，有些甚至獲得荷屬東印度政府的同意。1896年，暹羅國王拉玛五世訪問爪哇，向荷屬東印度政府要求後，獲准將八大車從婆羅浮屠取來的雕塑帶回暹羅。其中包括30件浮雕、5尊佛像、2件獅子雕塑、1個雨漏、樓梯和大門上的幾個卡拉圖案、1尊守護者守门天雕像。其中一些重要文物現於曼谷國立博物館的爪哇藝術廳展出。

### 恢復

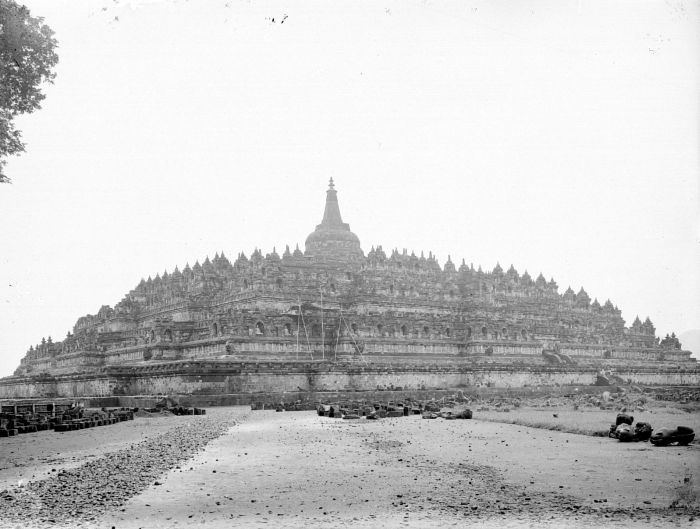
1911年范厄普修復後的婆羅浮屠。當時主佛塔頂部有重建的華蓋（現已拆除）

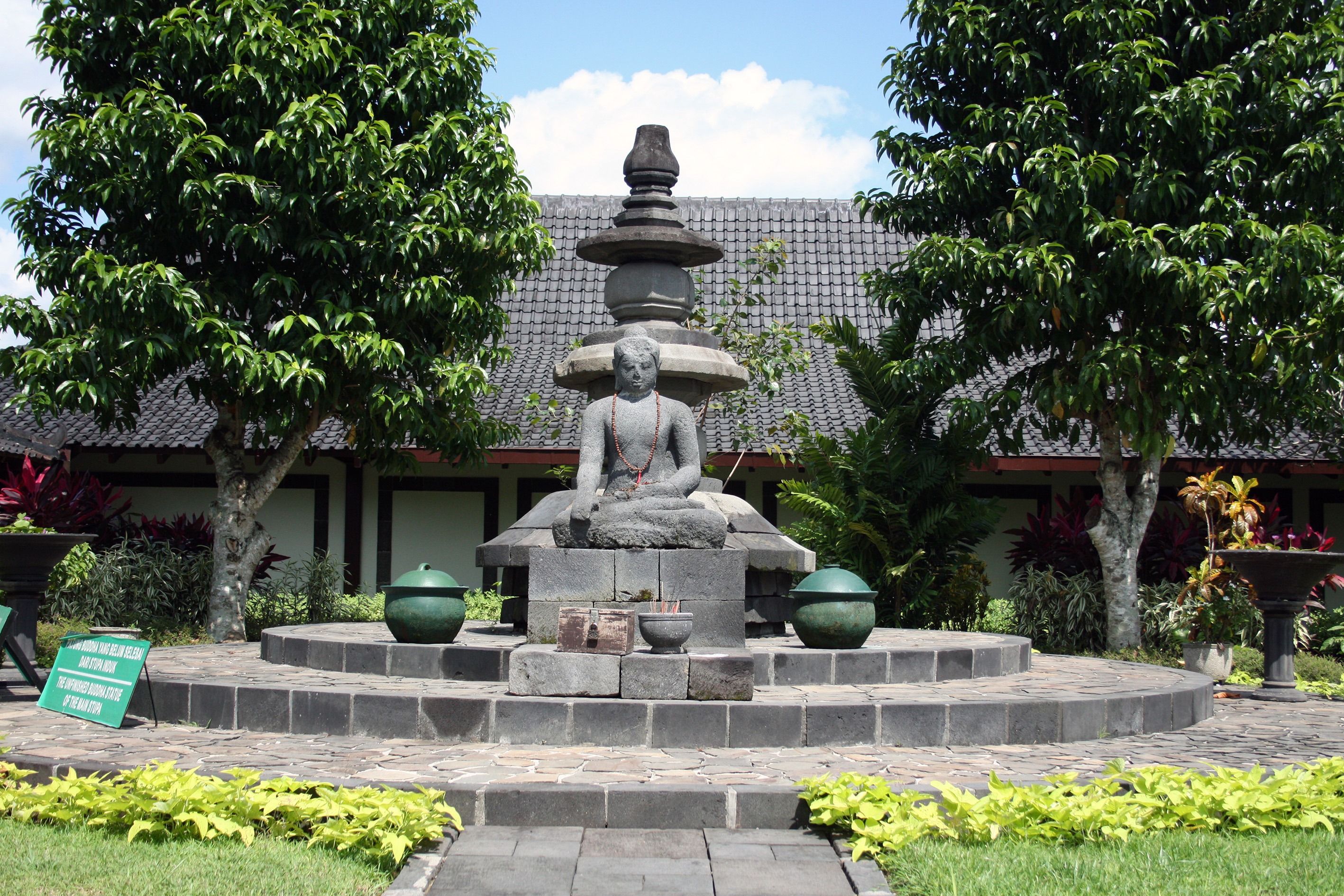
婆羅浮屠主佛塔未完成的佛像，供信徒供養；以及主佛塔背後的華蓋，現存放於婆羅浮屠博物館

1885年起，婆羅浮屠引起了人們的注意。當時荷蘭工程師，同時也是日惹考古學會主席的揚·威廉·伊澤曼（Jan Willem IJzerman）發現了被埋藏的基部（柱腳）。1890－1891年間拍攝的照片顯示了被埋藏的基部上的浮雕。這一發現促使荷屬東印度群島政府採取措施保護這座歷史遺跡。1900 年，政府成立了一個委員會以評估婆羅浮屠情況，委員會有3名成員：藝術史學家揚·洛倫斯·安德里斯·布蘭德斯（Jan Lourens Andries Brandes）、荷蘭陸軍工程官西奧多·范厄普，以及公共工程部建築工程師本傑明·威廉·范·卡梅爾（Benjamin Willem van de Kamer）:43。
1902年，委員會向政府提交了一份三階段修復計畫：第一，透過重置角落；移除危及相鄰部分的石頭；加固第一排欄杆；修復壁龕、拱門、佛塔和主圓頂，避免即將要毀壞的危險。第二，將整座遺蹟設置圍牆，進行維護工作，包括恢復地板、排水口，以改善排水系統。第三，清除所有鬆散的石塊，清理至第一排欄杆；清除毀壞的石塊並恢復主圓頂。當時估計總成本約為48,800荷兰盾。:43
之後，於1907年至1911年之間，由西奧多·范厄普帶領的團隊，採用原物归位的原則進行了修復。修復工作的前七個月主要在挖掘婆羅浮屠周圍的地面，以尋找失踪的佛頭和浮雕石塊。範厄普拆除並重建上方的三個圓形平台和佛塔。修復過程中，范厄普發現他可以較原計畫做更多改善，他提交了另一份提案並獲批准，額外獲得再追加34,600荷蘭盾經費。修復後初步來看，婆羅浮屠已經恢復了昔日的輝煌。范厄普仔細地重建主佛塔頂部的华盖（三層傘），但後來他拆掉華蓋，因為沒有足夠的原石用於重建尖頂，這意味婆羅浮屠尖頂的原始設計已不可考。拆除的華蓋現在存放在距婆羅浮屠以北數百公尺的婆羅浮屠博物館。:43
受限於預算，修復工作主要集中在清理雕塑。范厄普沒有解決排水問題，十五年後，牆壁的浮雕開始下垂，並出現新的裂縫與劣化。范厄普使用的混凝土是由碱式盐和氢氧化钙調製，運用至遺蹟的修補。遺跡出現了一些問題，迫切需要進一步的修復。:43-44

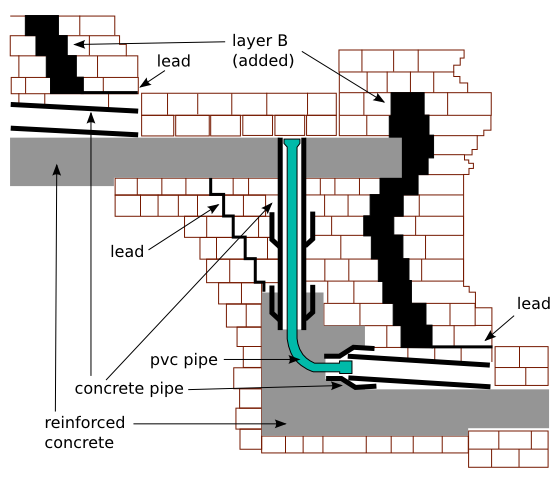
1973年修復期間，嵌入混凝土、聚氯乙烯管道以改善婆羅浮屠的排水系統

之後陸續進行一些小修復，但不足以提供完整的保護。1945年至1949年的第二次世界大战和印度尼西亚独立革命期間，婆羅浮屠修復工作停擺，此歷史遺跡進一步受到天氣和排水問題的影響，導致建築底部土芯膨脹，推動石塊結構使牆壁傾斜。到1950年代，婆羅浮屠部分區域面臨倒塌危機。1965年，印度尼西亞向聯合國教科文組織尋求解決婆羅浮屠和其他古蹟風化問題的建議。1968年，時任印度尼西亞考古國家考古研究所主任的蘇克莫諾教授發起「拯救婆羅浮屠」運動，籌組大規模的修復。

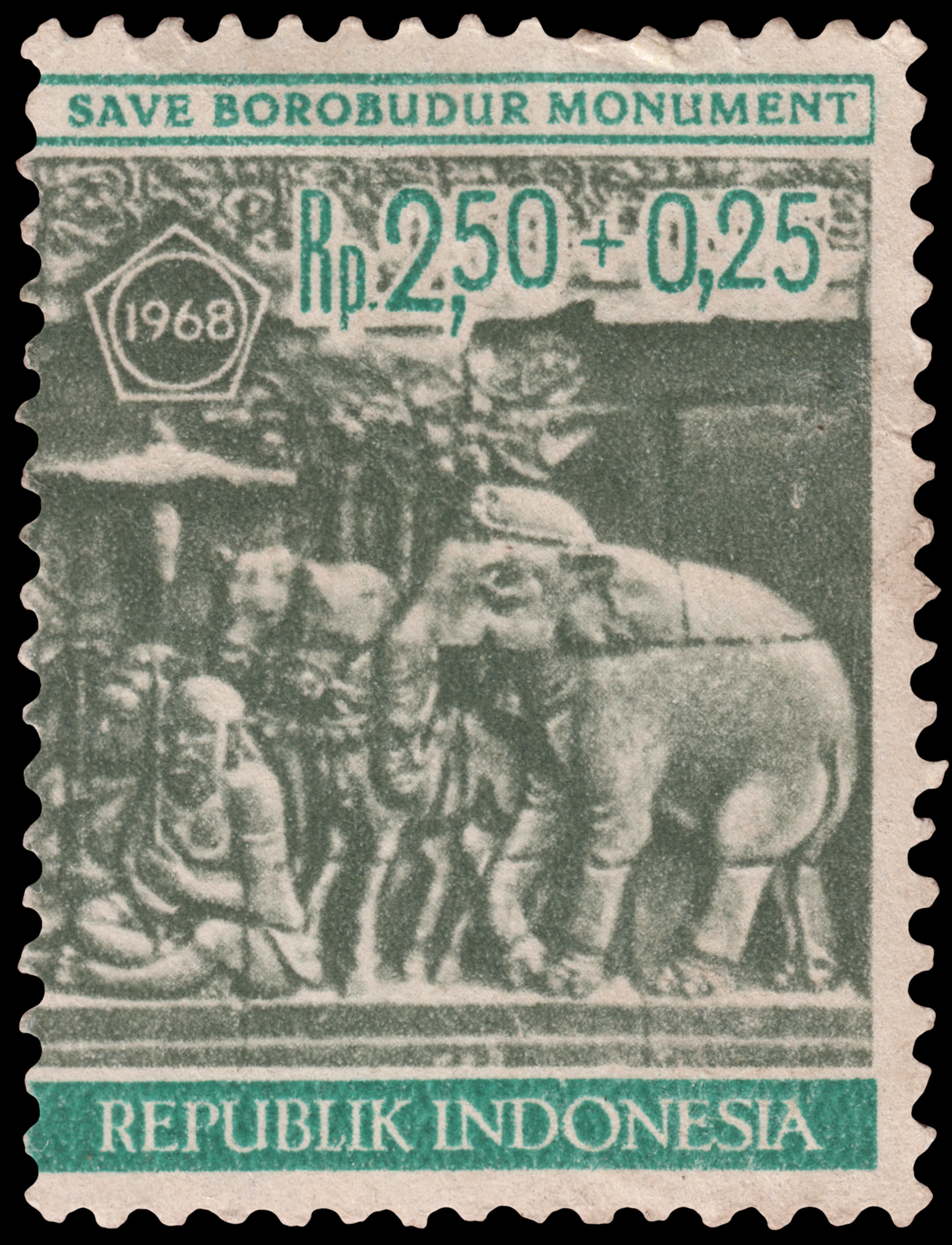
1968年印度尼西亞發行的郵票促進婆羅浮屠的修復

1960年代後期，印度尼西亞政府向國際社會提出大規模整修的請求，以保護這座歷史遺跡。1973年，婆羅浮屠修復總體規畫完成。根據1973年1月29日簽訂的「執行保護婆羅浮屠計畫之自願捐款協議」，5個國家同意為整修貢獻，包括：澳大利亚20萬澳大利亚元，比利时25萬比利時法郎，賽普勒斯10萬賽普勒斯鎊，法国7.75萬美元，德国200萬德國馬克。隨後，印度尼西亞政府和聯合國教科文組織在1975年至1982年間對婆羅浮屠進行全面檢修。在修復過程中，整座建築超過100萬個石塊部件被拆除、移走，像巨大的拼圖塊一樣，每一塊石頭進行識別、分類、清潔與保存處理。這座歷史遺跡成為最新保護技術的試驗場，包括採用新的工法，以對抗破壞石頭的微生物。重組時已加固地基，重新嵌入管道以改善排水系統，並加入不滲透層和過濾層，清理全部1,460個敘事浮雕。這個龐大的工程共動員600人，總修復費用為6,901,243美元。
改造完成後，聯合國教科文組織於1991年以符合文化遺產基準（i）表現人類創造力的經典之作；（ii）在某期間或某種文化圈裡對建築、技術、紀念性藝術、城鎮規劃、景觀設計之發展有巨大影響，促進人類價值的交流；（iv）關於呈現人類歷史重要階段的建築類型，或者建築及技術的組合，或者景觀上的卓越典範，將婆羅浮屠列為世界遗产。
2017年12月，印度尼西亞教育和文化部部長穆哈吉爾·埃芬迪表示，許多佛教界人士希望能重新安裝主佛塔頂部的華蓋，但是印度尼西亚大学考古學教授阿古斯·阿里斯·穆南達爾（Agus Aris Munandar）認為，當初范厄普面臨的問題並沒有解決，若要重新安裝，仍需要對華蓋的原始樣式有進一步的研究。

## 當代活動

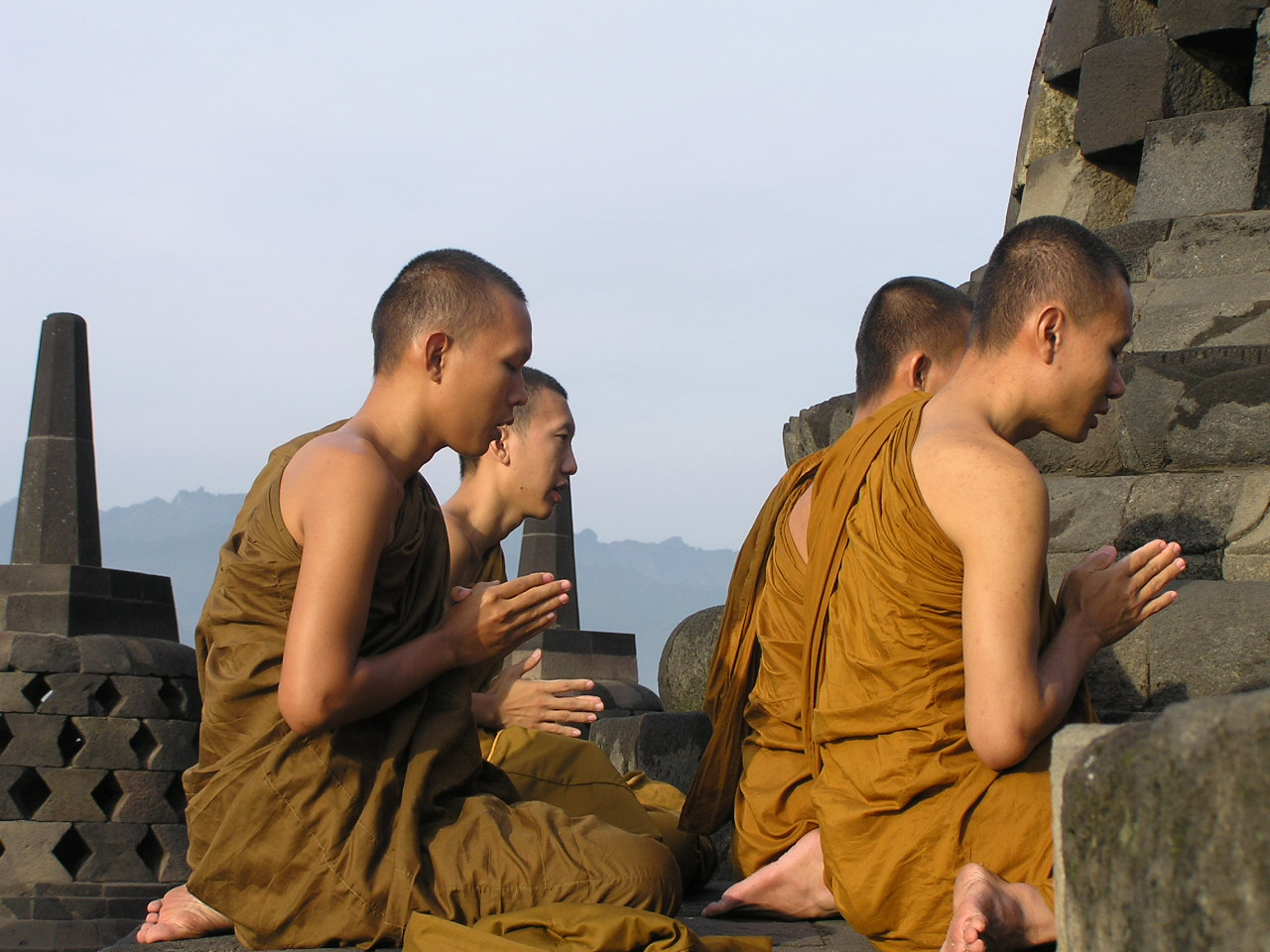
佛教信眾在頂層平台上打坐

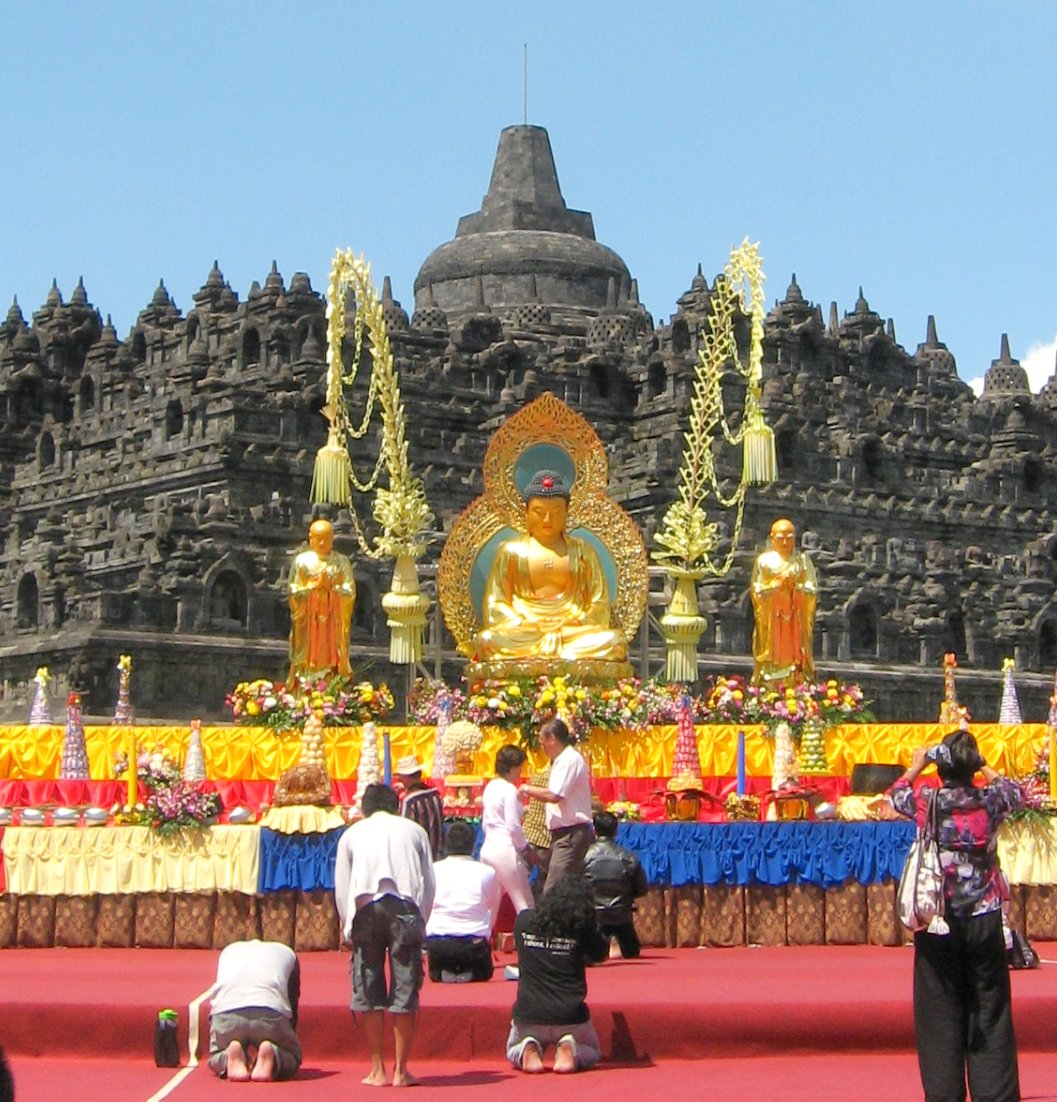
在婆羅浮屠的卫塞节儀式

### 宗教儀式
在1973年聯合國教科文組織資助的大翻修之後，婆羅浮屠再次成為佛教信眾膜拜的聖地。每年公曆五月的第一個月圓之日（農曆十五日）為卫塞节。衛塞節是紀念佛教創始人釋迦牟尼佛誕生、成道、般涅槃的節日，自1983年起為印度尼西亞的國定假日:168。印度尼西亞各地佛教徒聚集於此朝聖，由曼都寺出發，一路誦經、經過帕翁寺至婆羅浮屠。

### 旅遊
婆羅浮屠曾是印度尼西亞遊客數量最多的旅遊景點。1974年，有26萬遊客到訪，其中3.6萬是外國人。在印度尼西亞發生金融風暴之前的1990年代中期，訪客數量攀升至每年250萬遊客（80%為國內遊客）。然而，旅遊業興盛的利益卻無法讓當地社區分享，因而受到批評，並曾引起衝突。2003年，婆羅浮屠附近的民眾與小型商家組織了集會與抗議活動，反對中爪哇省政府計劃建造一個名為「爪哇世界」（Java World）的三層複合式商場。
婆羅浮屠考古公園2004年獲得亞太旅行協會太平洋大獎、2011年金獎、2012年金獎等國際旅遊獎項。2012年6月，婆羅浮屠獲吉尼斯世界纪录認證為世界上最大的佛教寺廟。2021年11月，印度尼西亞旅遊和創意經濟部將婆羅浮屠訂為印度尼西亞5個優先旅遊目的地之一，以振興受2019冠状病毒病疫情而大受打擊的旅遊業。2022年4月，佐科·維多多總統造訪婆羅浮屠，指示此地必須定期舉辦文化藝術活動，以吸引更多遊客前來印度尼西亞。

### 遊客超載問題
大量遊客登上婆羅浮屠狹窄的樓梯，導致樓梯的石塊嚴重磨損，侵蝕石塊表面，使它們變得更薄、更平滑。婆羅浮屠共有2,033個石階，分布於東、西、南和北側四個方向。調查計有1,028個石階，即約50.6%已嚴重磨損。
2014年8月，婆羅浮屠保護機構報告表示，由於遊客鞋子的摩擦，導致石階嚴重磨損。當局計劃安裝木樓梯覆蓋和保護原有的石樓梯，如同在吳哥窟安裝的形式。為避免樓梯石塊進一步磨損，自2014年11月起，兩個開放的婆羅浮屠石梯－東側（上樓路線）和北側（下樓路線）都覆蓋了木結構。類似技術已應用於柬埔寨的吴哥窟和埃及金字塔。2015年3月，婆羅浮屠保護中心提出進一步用橡膠蓋密封樓梯，並發給遊客特殊涼鞋的建議。

### 復原

婆羅浮屠相對於默拉皮火山和日惹的位置

婆罗浮屠相对于默拉皮火山和日惹的位置

婆羅浮屠在2010年10月和11月受到默拉皮火山噴發的嚴重影響。默拉皮火山灰落在火山口西南偏西約28公里的寺廟群上。11月3日至5日的噴發期間，厚達2.5公分的火山灰落在寺廟雕像上，並使得附近的植被枯萎。專家擔心酸性的火山灰可能會損壞歷史遺跡，寺廟於11月5日至9日關閉以清理火山灰。
當時聯合國教科文組織資助了300萬美元，作為火山噴發後復原工作的部分經費。寺廟超過55,000塊石塊被拆除，以修復下雨後被火山灰泥堵塞的排水系統，復原工作於11月完成。

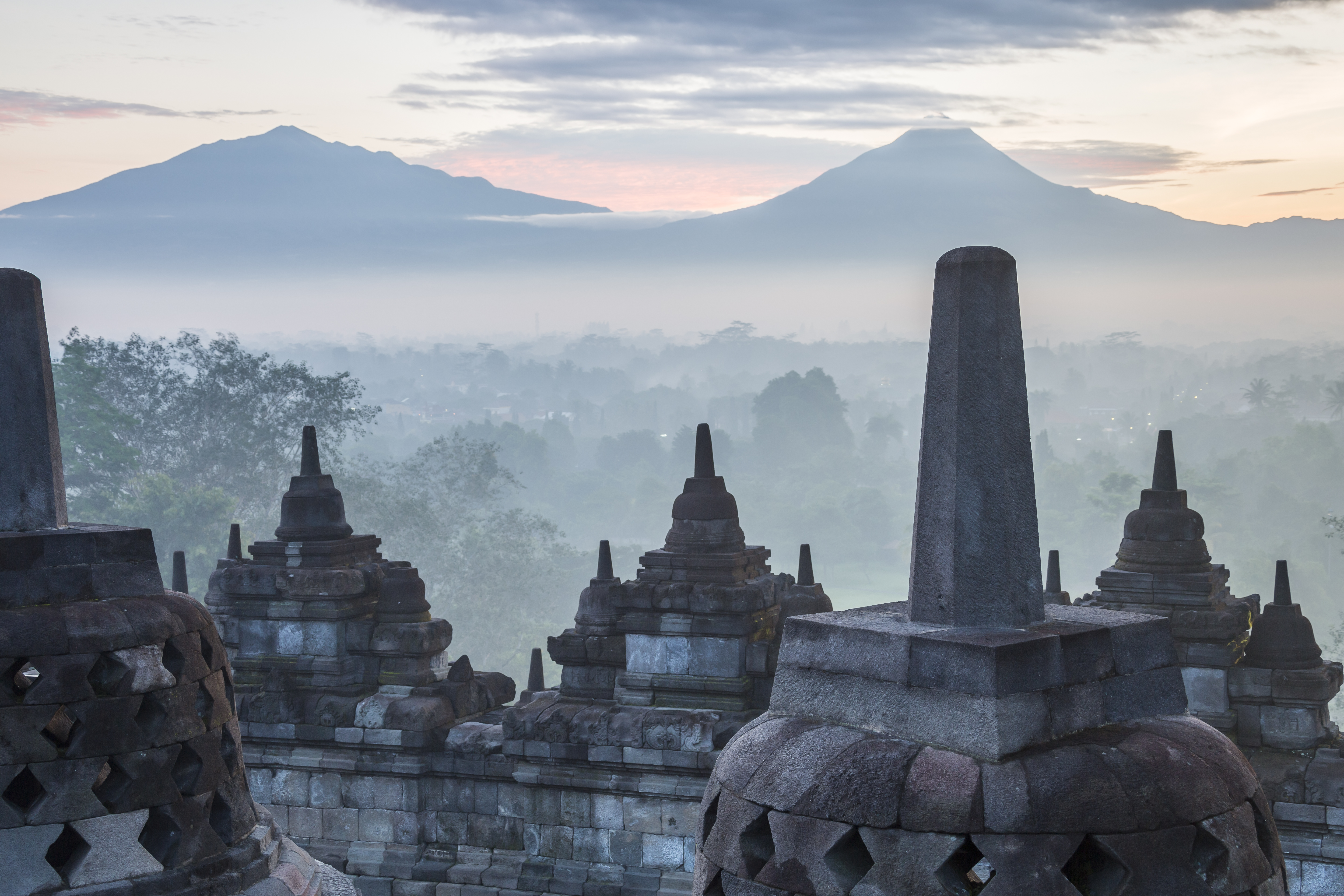
婆羅浮屠四面環山，包括默巴布火山和默拉皮火山兩座火山

2012年1月，兩名德國石材保護專家在現場花了十天時間分析寺廟並提出建議報告，以確保寺廟可長期保存。同年6月，德國允諾向聯合國教科文組織捐款13萬美元，用於第二階段的修復。6名石材保護、微生物學、結構工程和化學工程專家在婆羅浮屠待一週，之後9月或10月再次造訪，以執行1月份報告中建議的保護項目，並提升當地政府雇員與年輕保護專家的保護能力。
2014年2月14日，日惹和中爪哇的主要旅遊景點，包括婆羅浮屠、普兰巴南和拉圖博科，受到東方約200公里東爪哇克盧德火山噴發火山灰的嚴重影響。工人將婆羅浮屠的佛塔和雕像覆蓋，以保護該結構免受火山灰的影響。克盧德火山爆發時，遠在日惹都能聽到爆炸聲。

### 保護
聯合國教科文組織指出當前保護狀況下的三個具體關注領域：（1）遊客的破壞行為；（2）場地東南角的土壤侵蝕；（3）分析和恢復缺失的部件。當地鬆軟的土壤、頻繁的地震和大雨導致婆羅浮屠結構不穩定。現今地震是最重要的考量因素，因為不僅石塊會掉落、拱門會倒塌，且地基也會像波浪一樣移動，進一步破壞結構。另一方面，婆羅浮屠越來越受歡迎，吸引許多遊客，其中大多數來自本地。儘管已豎立各式警告標誌、禁止觸摸任何東西、透過擴音器定時提醒，並有警衛在場，仍常有對浮雕和雕像的破壞，導致保護情況進一步惡化。自2019年底起，全球受2019冠状病毒病疫情肆虐。2020年12月，婆羅浮屠保護中心官員表示，自疫情爆發以來，遊客人數已減少90%，因為有段期間該景點對遊客完全封閉。旅遊限制與防疫規範隨政府防疫政策動態調整。

### 安全威脅
1985年1月21日，九座佛塔被九枚炸彈嚴重損壞。極端穆斯林教士侯賽因·阿里·哈布西（Husein Ali Al Habsyie）因策劃了包括寺廟襲擊在內的一系列爆炸事件，在1991年被判處無期徒刑。兩名執行爆炸的伊斯蘭極端組織成員在1986年各被判處20年徒刑，另一人被判處13年徒刑。
2006年5月27日，中爪哇南部海岸發生6.4級地震。地震對該地區造成了嚴重破壞，附近的日惹市和普兰巴南造成了人員傷亡，但婆羅浮屠完好無損。
2014年8月，印度尼西亞警察和安全部隊加強了婆羅浮屠寺廟與周邊的安全措施，以防範自稱是伊斯兰国印度尼西亞分部人員在社交媒體上發布的威脅，加強安全措施包括修復和增設閉路電視，寺廟周圍實施夜間巡邏。恐怖分子計劃摧毀婆羅浮屠和在印度尼西亞其他雕像。聖戰組織遵循伊斯兰原教旨主义，譴責任何擬人化的神祇的表現形式，包括將雕塑作為偶像崇拜。

## 建築
在重建期間對婆羅浮屠的考古挖掘顯示，在該遺址被佛教徒使用之前，印度教或古代信仰的信徒已經開始在婆羅浮屠山上建造一座大型建築。建築的地基不同於任何印度教或佛教的歷史遺跡結構，最初的結構傾向認定為古代爪哇信仰而非印度教或佛教。:46

### 設計

婆羅浮屠建築的布局為曼荼羅形式

婆羅浮屠是一座巨大的佛塔，從上空俯瞰，建築的布局是一個巨大的密宗曼荼羅，代表佛教的宇宙觀、以及內心的本質。原始的地基為正方形，每邊大約118公尺。婆羅浮屠有九層平台，下方六層為方形，上方三層為圓形。上三層平台之上共有七十二座小佛塔，中間圍繞一座大佛塔，每個佛塔都是像鍾的形狀。七十二座小佛塔上有許多裝飾性的開口，內部有佛像坐在其中:168。
婆羅浮屠的設計採用阶梯金字塔的形式。在之前發現的印度尼西亞史前時代南岛民族的巨石文化遺址中，包括西索洛克（Cisolok）附近的盤古岩岸（Pangguyangan）以及庫寧甘（Kuningan）附近的西帕里（Cipari）:87，發現了數個土丘和石階金字塔結構，稱為「punden berundak」。石頭金字塔建築的建造是基於當地人的信仰，即山脈和高地是祖靈的居所:14。婆羅浮屠的基本設計為階梯金字塔造型:87，其混合史前時代的巨石文化，以及大乘佛教的思想和象徵。

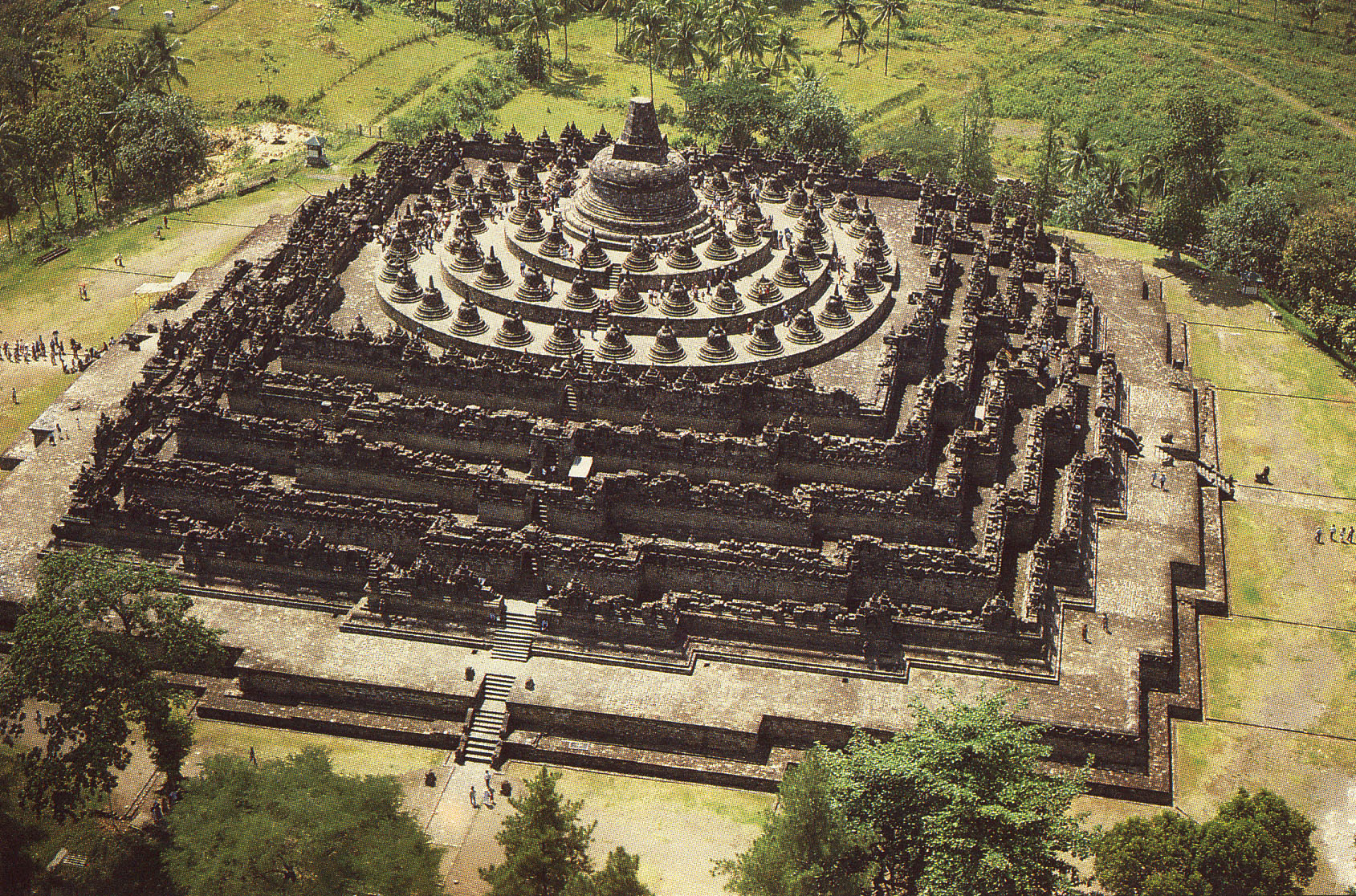
婆羅浮屠鳥瞰圖，採用阶梯金字塔和曼荼羅格局

婆羅浮屠的三個部分象徵著佛教世界的三界，即欲界、色界、无色界。凡夫眾生在最低層次，即在欲界中生活；保有色身（物質身），而已無欲樂為色界，意即看到了色相，但不被它們吸引；最後，圓滿的佛陀超越了色相，脫離六道輪迴，進入不生不滅的涅槃狀態，其為無色界。無色界從轮回中解脫、覺悟的靈魂不再執著於世俗的形式，其對應空的概念，即完全的空為無自性的本質。在婆羅浮屠中，最底下的一層代表「欲界」，中間五層代表「色界」，上方三層與中央大佛塔代表「無色界」。三個階段之間的建築特徵有隱喻性的差異。例如，「色界」中的方形和細微的裝飾，在「無色界」中未見到，代表色界中的形式和名稱，在無色界中均化為虛無:17。
婆羅浮屠的朝拜以步行進行，朝聖者沿著樓梯與走廊登上頂部平台。每一層代表四向四果的一個階段，引導朝聖者的道路象徵佛教的大千世界。
1885年，在現有的基部下方意外發現了隱藏結構。被埋藏的基部上有浮雕，其中160幅是描述「欲界」的實況，其餘的浮雕上有簡短的銘文，顯然為雕刻者提供指示，說明該處要雕刻的場景。早先的地基被後來建造的地基包覆，其目的至今仍是個謎。有可能是原先地基不夠牢固，後來覆蓋上去的部分做為強化，以防止建築塌陷:18。另一個說法為，根據印度建築經典「毗羅書扎」的規範，原先的地基設計不正確，所以增加了外層結構覆蓋。不管其目的為何，基部經過了細緻的設計，並考量了美學和宗教的因素。

### 建築結構

半剖面視圖上基部（欲界）、身部（色界）、頂部（無色界）比例為4：6：9

半剖面视图上基部（欲界）、身部（色界）、顶部（无色界）比例为4：6：9

為了建造婆羅浮屠，約55,000立方公尺的安山岩從鄰近的採石場取出來建造。石頭被切割成合適的尺寸、運到現場，不用砂漿黏合，而用旋鈕、凹槽和燕尾榫接合。佛塔、佛龕和拱門採用叠涩拱技法建造。建築物完成後，就地創建了浮雕。:16
婆羅浮屠配備了良好的排水系統，以適應該地區的高強度驟雨。為防止淹水，每個角落都安裝了100個排水口，每個排水口都配置刻有巨人或摩伽罗造型的雨漏。:16

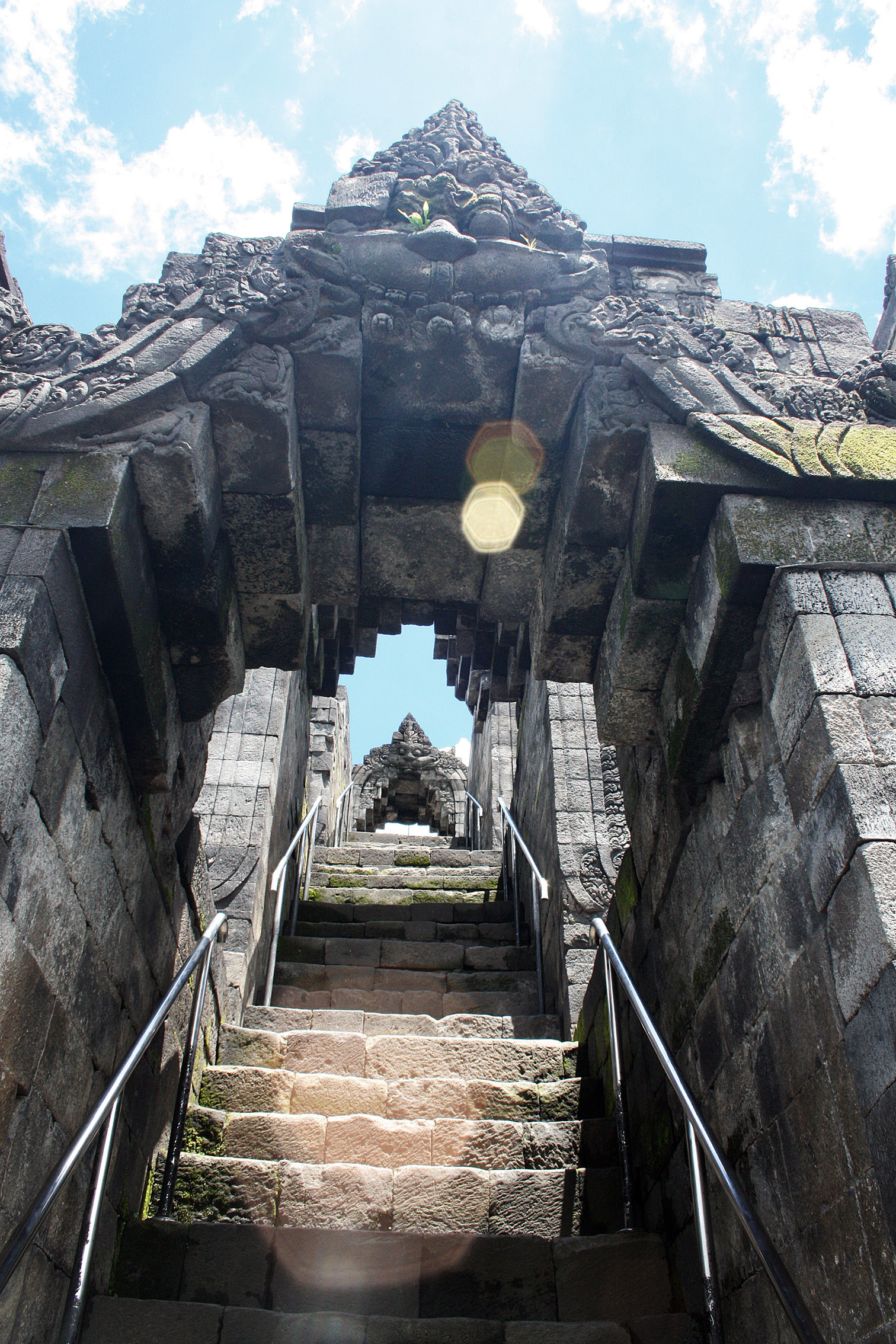
婆羅浮屠階梯穿過卡拉拱門

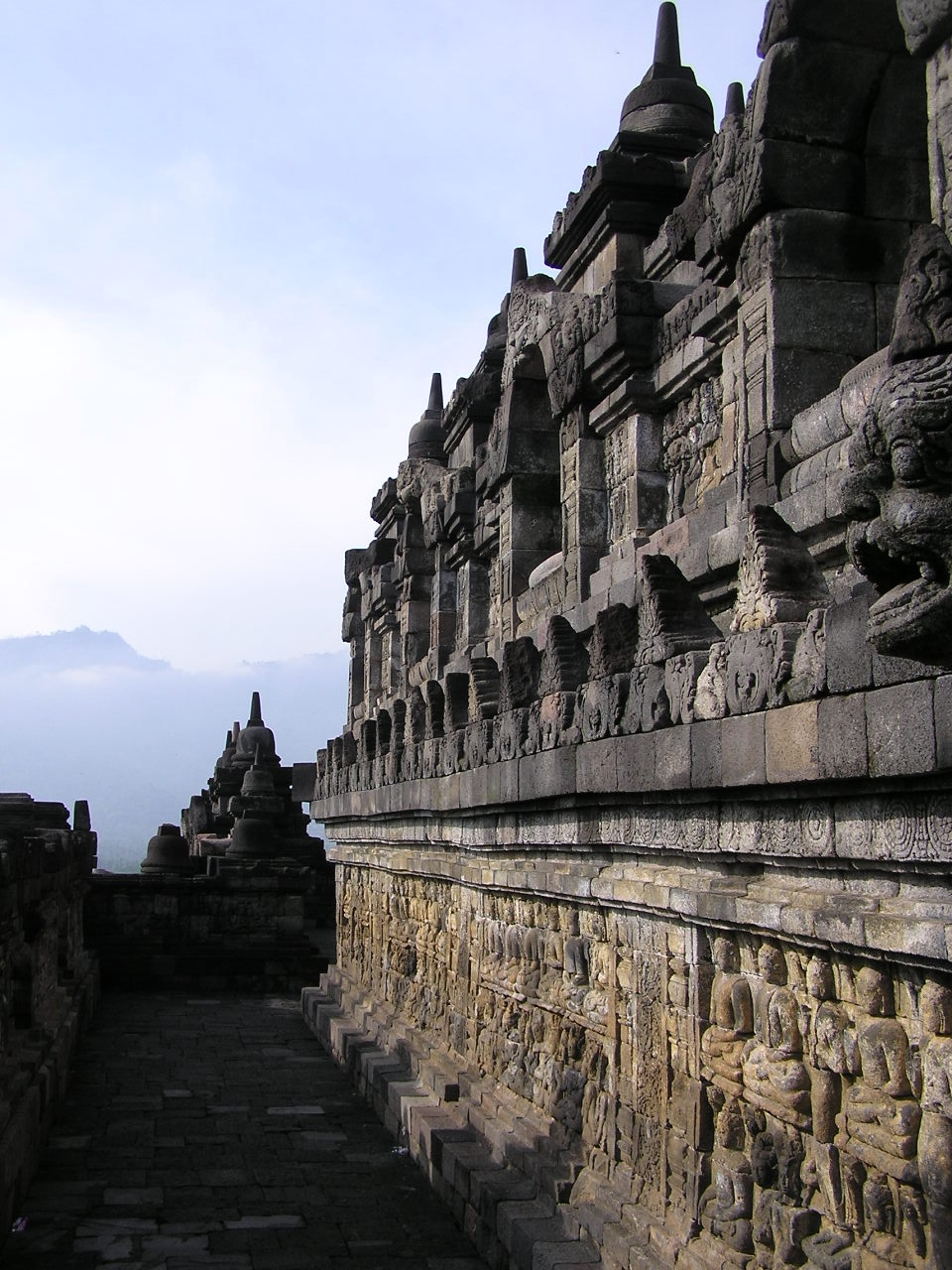
狹窄的走廊，牆上有浮雕

婆羅浮屠與類似目的的其他建築比較，總體設計明顯不同。婆羅浮屠不是建在平坦的地面，而在天然山丘上隨著地勢而興建。其建造技術與爪哇其他寺廟相似，但其類似於金字塔的造型與沒有內部空間，與其他寺廟不同。婆羅浮屠最初被認為更有可能作為佛塔，而不是寺廟。佛塔是供佛陀供奉的聖地，有時只是作為佛教的虔誠象徵。但另一個角度，該處被用作膜拜場地，其細緻與複雜的設計表明婆羅浮屠實際上是一座寺廟。:16
現今對婆羅浮屠的建築師古納達摩（Gunadharma）知之甚少，他的名字來自爪哇民間故事，而不是書面銘文。
建造過程中使用的基本測量單位是「塔拉」（tala），定義為人臉從前額髮際線到下巴尖的長度；或是拇指與中指以最大距離反向拉伸，從拇指尖到中指尖的距離。每個人得到的長度不一，但此歷史遺跡卻具有精確的測量值。1977年進行的一項調查顯示，婆羅浮屠許多地方的比例為4：6：9。建築師在婆羅浮屠的設計中，使用該比例以得出分形和自相似幾何之精確尺寸。此比例也出現在附近佛教寺廟帕翁寺、曼都寺的設計中。考古學家推測4：6：9比例具有曆法、天文學和宇宙學的意義，如同柬埔寨的吳哥窟。
主體結構可分為三部分：基部、身部和頂部。基部尺寸為123公尺乘123公尺，牆壁高4公尺。身部由五層方形的平台構成，越往上方平台的高度遞減。第一個平台距離基部邊緣7公尺。往上方的每一層平台向後退縮2公尺，讓每一層平台留下一條狹窄的走廊。頂部由三層圓形平台組成，每一層平台上有數個佛塔圍成一圈，三層平台排列為同心圓。中央有一個主穹頂，其頂部是婆羅浮屠的最高點，距地面35公尺。四面的中央有樓梯通往頂部，樓梯有許多拱門，拱門上計有32尊獅子雕像，並裝飾著刻有卡拉的頭像，卡拉兩側有摩伽罗。這種卡拉－摩伽羅圖案常見於爪哇寺廟的大門上。主要入口在東側，入口處為第一個敘事浮雕的位置:16。

## 浮雕

婆羅浮屠牆上浮雕故事的位置

婆罗浮屠墙上浮雕故事的位置

婆羅浮屠建築含有各種浮雕，浮雕集中於被埋藏的基部，以及身部底下四層的牆壁、欄杆之上，相對頂部（無色界）三層無此類華麗的浮雕。這些浮雕被認為是古代佛教世界中最典雅優美的傑作。
婆羅浮屠的浮雕描繪了8世紀古爪哇的許多日常生活場景，從宮廷生活、森林中的隱士到村子裡的平民。它還描繪了寺廟、市場、各種動植物以及在地的鄉土建築。人物形象包括國王、王后、王子、貴族、大臣、僧侶、隱士、士兵、平民、僕人。浮雕還描繪佛教信仰中的神祇，如菩萨、阿修羅、紧那罗、乾闼婆和飛天女神。歷史學家研究某些主題時，如建築、經濟、時尚、武器，以及8世紀東南亞海上交通方式等，經常參考浮雕上描繪的圖像。浮雕上一幅著名的描繪為8世紀東南亞盛行的雙舷外伸浮體船（double outrigger ship）——婆羅浮屠船。2004年從印度尼西亞航行到非洲、與實際大小相同的婆羅浮屠船複製品，今日陳列於在位於婆羅浮屠以北幾百公尺的薩穆德拉·羅薩（護海）博物館內。
婆羅浮屠的浮雕也十分注重印度的審美觀，例如姿勢和儀態都包含了一定的意義和審美價值。菩薩、度母、飛天女神等神祇，以及國王、貴族、貴婦之浮雕通常以三屈姿勢刻畫，即頸部、臀部、膝蓋三處彎曲，一隻腳微曲休息，以另一隻腳支撐身體重量。這個姿勢被認為是最優雅的姿勢，例如蘇拉孫達里手捧蓮花的姿勢。
在婆羅浮屠挖掘過程中，考古學家發現了藍色、紅色、綠色、黑色的顏料以及一些金箔，並做出結論：我們今日所見的婆羅浮屠為深灰色的岩石原色，石頭上無塗色，但過去岩石上可能塗上名為「瓦賈勒帕」的白色灰泥，並在其上塗上鮮豔的顏色，以表現佛教的教義。「瓦賈勒帕」塗料也可在爪哇的薩里寺、卡拉珊寺、塞烏寺等寺廟發現。婆羅浮屠的浮雕很可能原本具有鮮豔色彩，經過幾世紀雨水沖刷後，使得彩色顏料剝落。
| 分區         | 位置 | 敘事內容        | 浮雕數量 |
| ------------ | ---- | --------------- | -------- |
| 被埋藏的基部 | 牆壁 | 業力法則        | 160      |
| 第一個長廊   | 牆壁 | 普曜經          | 120      |
| 第一個長廊   | 牆壁 | 闍多伽/阿波陀那 | 120      |
| 第一個長廊   | 欄杆 | 闍多伽/阿波陀那 | 372      |
| 第一個長廊   | 欄杆 | 闍多伽/阿波陀那 | 128      |
| 第二個長廊   | 欄杆 | 闍多伽/阿波陀那 | 100      |
| 第二個長廊   | 牆壁 | 甘達維哈        | 128      |
| 第三個長廊   | 牆壁 | 甘達維哈        | 88       |
| 第三個長廊   | 欄杆 | 甘達維哈        | 88       |
| 第四個長廊   | 牆壁 | 甘達維哈        | 84       |
| 第四個長廊   | 欄杆 | 甘達維哈        | 72       |
| 總計         | 總計 | 總計            | 1,460    |

婆羅浮屠包含2,672幅浮雕（1,460幅敘事浮雕、1,212幅裝飾浮雕），位於外牆和欄杆上。浮雕總面積為2,500平方公尺，分布在基部（欲界）與身部五層平台（色界）。:20
講述善財童子和悅意天女（Manoharā）的敘事浮雕共有11個系列，環繞婆羅浮屠四周，總長度為3,000公尺。被埋藏的基部中有第一個系列，共160幅敘事浮雕，其餘10個系列分布在東入口樓梯到其左側的四個長廊的牆壁和欄杆上。牆壁上的敘事浮雕，故事順序從右到左；欄杆上則是從左到右。這個與印度的「普拉達克希娜」（羅馬化：dakṣiṇa，或稱右繞 Pradakṣiṇa）一致，這是指朝聖者繞行儀式的路徑，他們沿順時針方向移動，同時讓此聖殿保持在右側。:21
被埋藏的基部中描繪了業力法則。第一個長廊的牆壁有上下兩個浮雕系列，每個系列有120幅浮雕，上方牆壁描繪佛陀的傳記，下方牆壁、第一與第二個長廊的欄杆描繪佛陀前世的故事。其餘的浮雕描繪善財童子持續尋找妙智妙慧，直到祂找到了般若经。:20

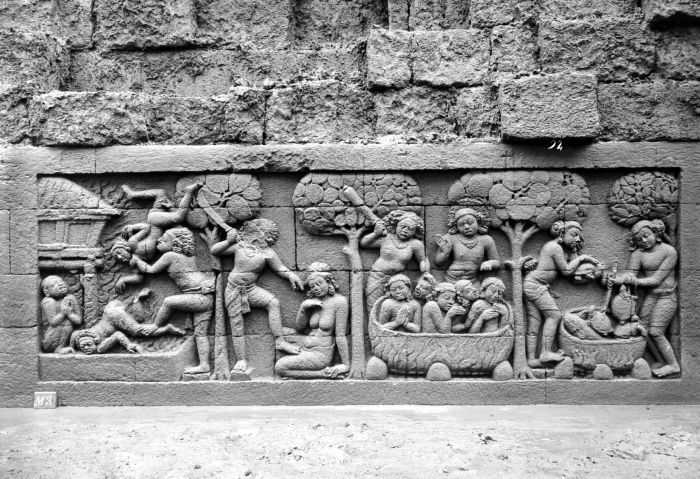
婆羅浮屠被埋藏的基部顯示業力法則場景，右邊描繪了殺戮、烹煮烏龜和魚類之罪行，左邊描繪這些殺生之人在地獄中受苦，被烹煮、割碎、扔進燃燒的房子

### 業力法則
被埋藏的基部中160幅敘事浮雕包含多個故事，都敘述了完整的因果關係，統稱為業力法則。其中有描繪天道的喜悅及地獄的痛苦場面；有值得讚許的活動，包括慈悲和朝聖，以及之後的善報；也有描述謀殺、流言蜚語等應受的譴責，以及相對應的惡報；有描繪日常生活的場景；也有描繪完整的生死轮回。19世紀後期，婆羅浮屠挖出被埋藏的基部，露出內部隱藏的浮雕。1890年卡西揚·切帕斯（Casijan Chepas）拍攝了一列浮雕的照片，這些照片今日展示於婆羅浮屠以北數百公尺的婆羅浮屠博物館。在修復過程中，重新安裝被埋藏的基部，覆蓋了大部分「業力法則」浮雕，現今遊客只能在建築的東南角看到部分浮雕。:20

### 悉達多太子誕生故事

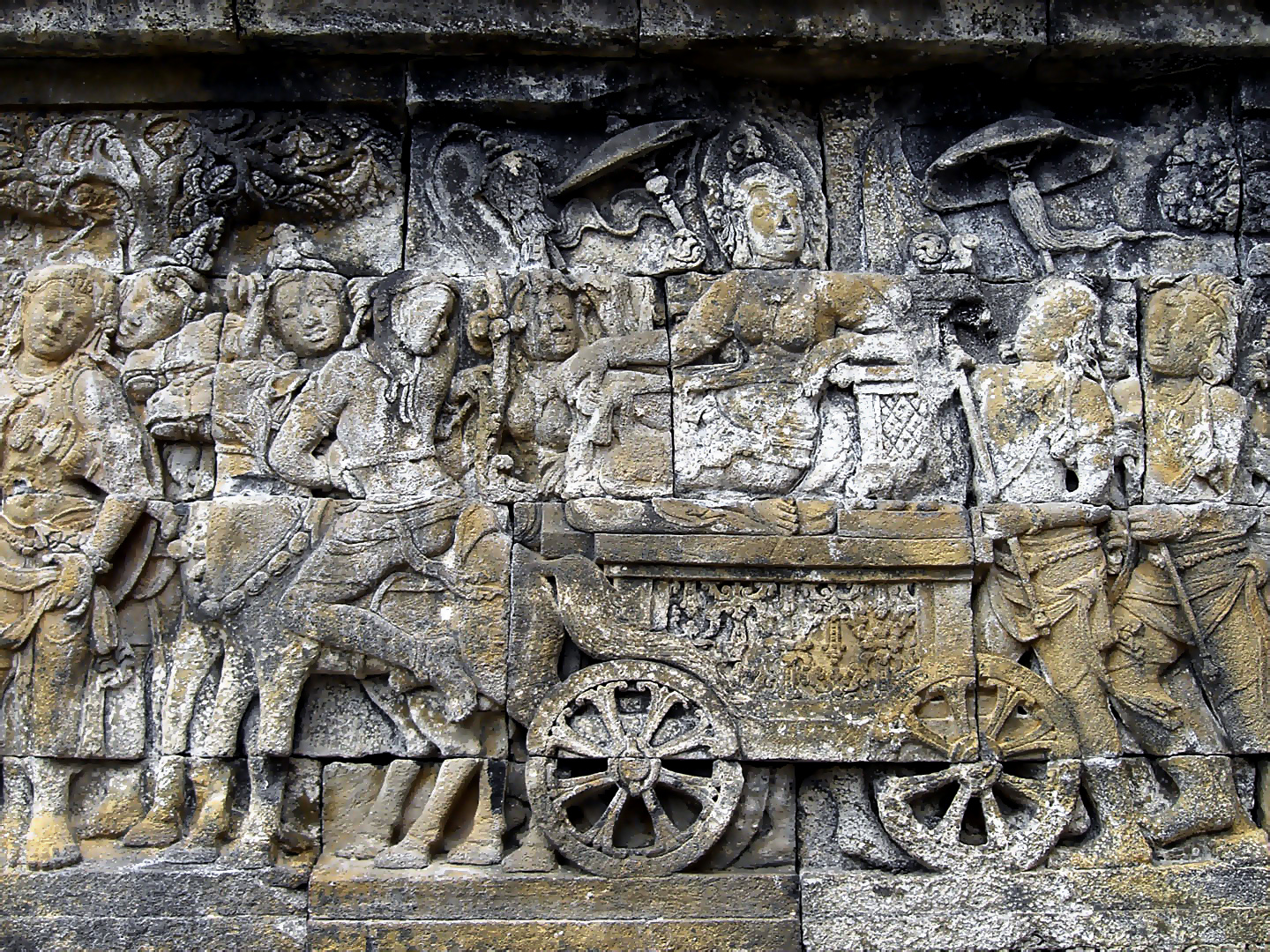
摩耶王后乘坐馬車至藍毗尼，生下悉達多太子

以《普曜經》為藍本，故事由佛陀從兜率天降世開始，結束於佛陀在波羅奈國鹿野苑解說四聖諦。浮雕顯示佛陀的誕生，祂是迦毗羅衛國（今尼泊爾境內）國王净饭王與摩耶王后之子，稱悉達多太子。:21
故事以27幅浮雕，展示了天地間的各種準備活動，以迎接佛陀的最後轉世。佛陀從兜率天降世之前，將法轮傳承給彌勒菩薩，祂乘六牙白象王進入摩耶王后的子宮。摩耶王后夢見這件事，解夢者說她的兒子將成為國王，或是成為佛陀。:21
根據當時習俗，摩耶王后將要生產時，要回自己的娘家，在經過迦毗羅衛城外的藍毗尼園休息時，她站在一棵菩提树下，右手攀折樹枝之際，誕生了一個兒子——悉達多太子。浮雕上的故事一直延續到悉達多太子成為佛陀。:21

### 佛陀的前世故事與其他人物傳說

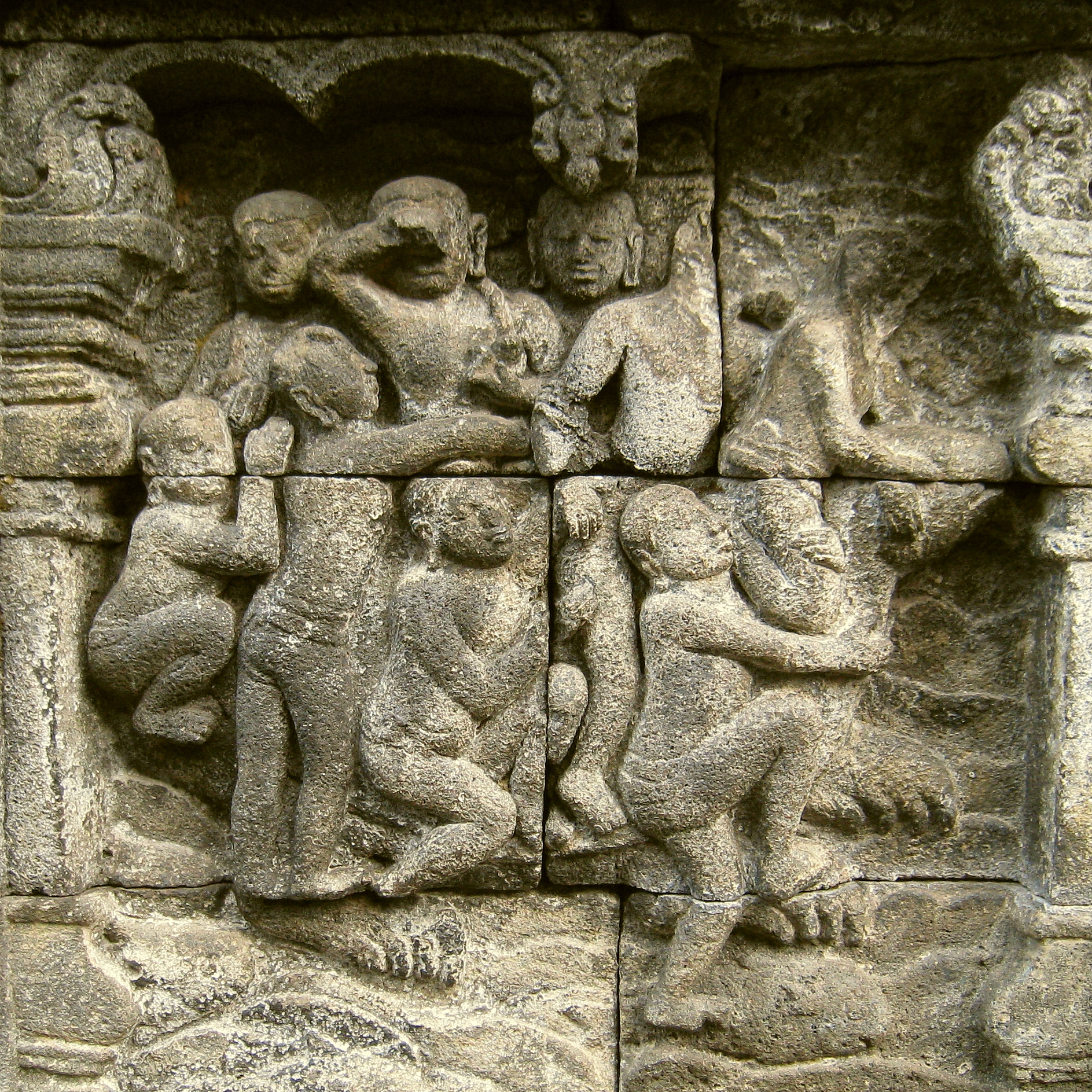
巨龜解救溺水水手的本生故事

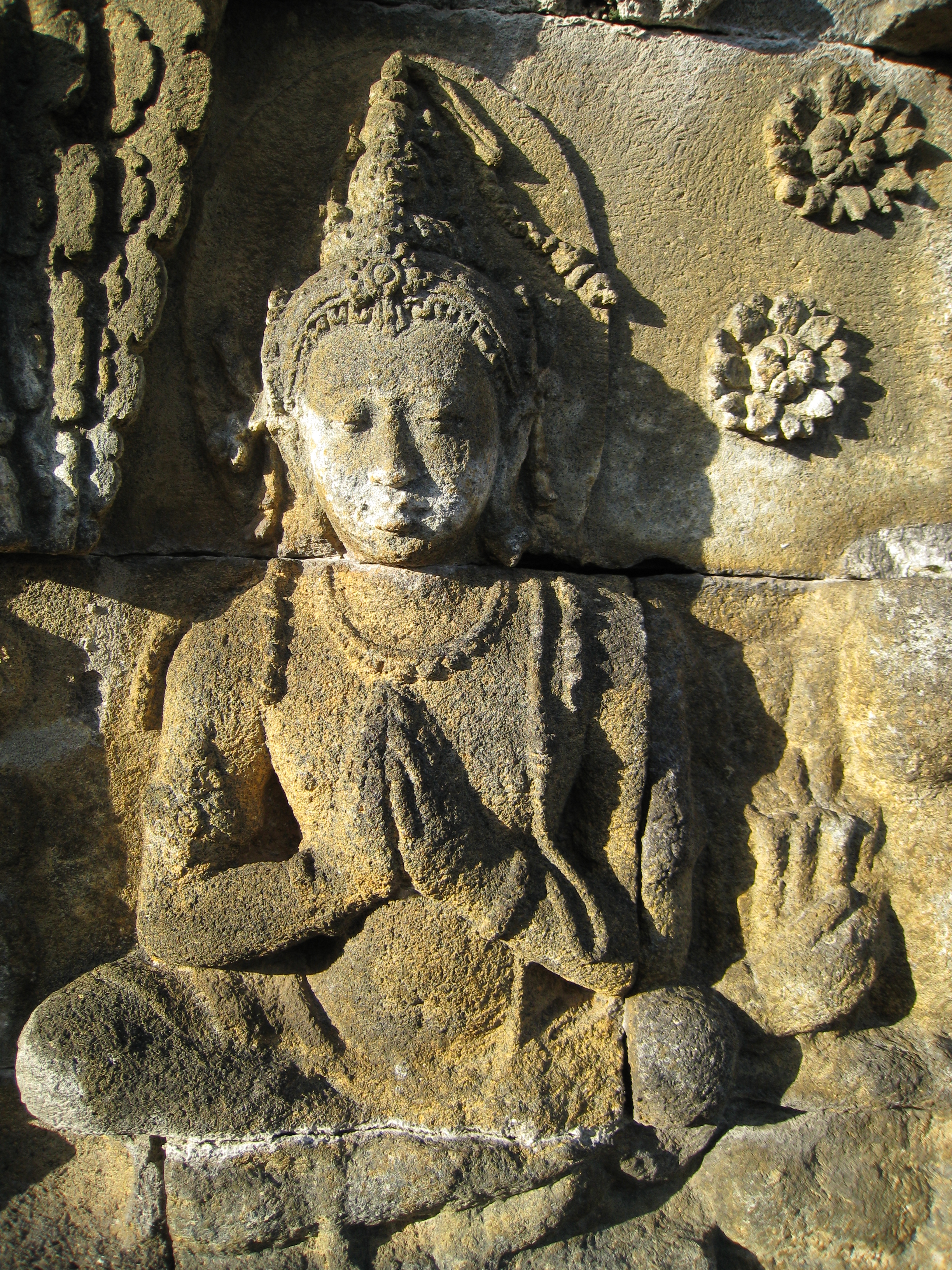
婆羅浮屠北面第2層牆上的甘達維哈故事浮雕

闍多伽（本生故事）是佛陀誕生為悉達多太子之前的故事。這些故事描述佛陀的前世以多種形像出現，包括天神、國王、棄兒、大象等，發生了各種故事，無論祂的身分為何，均藉具體事件傳遞某些美德:26。阿波陀那類似於本生故事，但主角不是佛陀，而是其他傳奇人物的聖行故事。在婆羅浮屠的浮雕中有一系列闍多伽與阿波陀那。
第一個長廊的牆壁下半部前20幅浮雕描繪善財童子的聖行。第一個長廊的欄杆有372幅浮雕，前135幅浮雕描繪了34個本生故事，其餘237幅浮雕描繪了其他來源的故事。第二個長廊的欄杆有100幅浮雕，也是此類內容。有一些本生故事被描繪了兩次，例如西比國王（羅摩的祖先）的故事。:29

### 善財童子五十三參
甘達維哈（Gaṇḍavyūha）是華嚴經的一個篇章，講述善財童子四處參訪以尋找善知識的故事。故事涵蓋了第三、第四個長廊，以及第二個長廊的一半，總計460幅浮雕。故事的主角為青年善財童子，祂是一個富商的兒子，祂從第二個長廊牆壁之第16幅浮雕開始出現，前15幅浮雕為序篇，描述佛陀在舍衛城的祇园精舍，入勝三摩地的故事。:32, 35
文殊菩萨指引青年善財童子，參詣第一個心靈導師德雲比丘（monk Meghaśrī），之後陸續參訪其他導師，總共參訪53位導師。包括善住比丘（Supratiṣṭhita）、彌伽大士（Megha）、堅固解脫長者（Muktaka）、海幢比丘（monk Sāgaradhvaja）、在家眾休舍優婆夷（Āśā）、毘目瞿沙仙人（Bhīṣmottara nirghoṣa）、勝熱婆罗门（Jayoṣmāyatanaḥ）、慈行童女（Maitrāyaṇī）、善見比丘（monk Sudarśana）、自在主童子（Indriyeśvara）、具足優婆夷（Prabhūtā）、法寶髻長者（Ratnachūḍa）、無厭足王（Anala）、大天神、摩耶夫人、彌勒菩薩等，然後回到文殊菩薩處參詣。每一位心靈導師都會給予善財童子特定的教導、知識和智慧。均描繪在第三個長廊中。:35
在與文殊菩薩第二次會面後，善財童子來到第四個長廊中所描繪的普贤菩萨處。第四個長廊整個系列均描繪普賢菩薩的指引內容，最後描述善財童子成就善知識，獲得終極真理後結束。:35

## 佛像

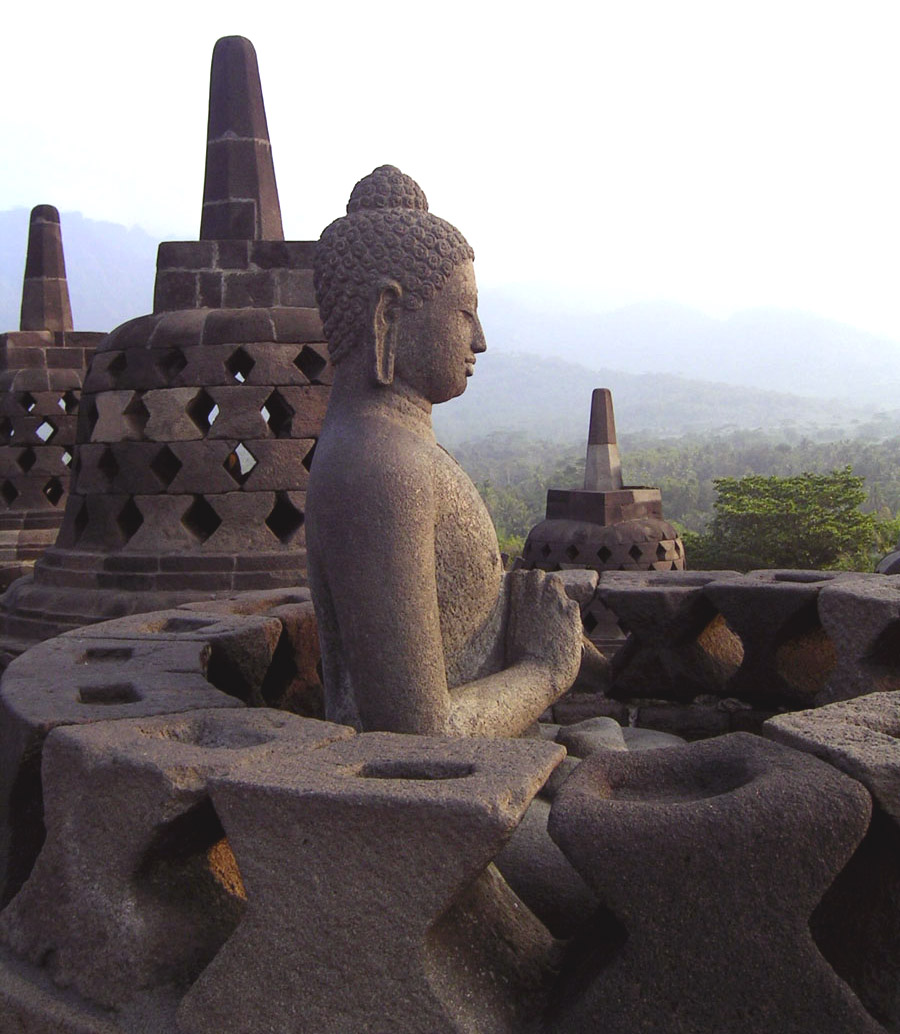
一尊手結說法印的佛像

除了石刻浮雕的大千世界故事外，婆羅浮屠還有許多各種佛像。在身部五層方形平台（色界）、以及頂部圓形平台（無色界），分布了許多以跏趺坐姿勢的盤腿佛像。:35-36
色界的壁龕中有安置佛像，在欄杆外側成行排列，越往上層佛像的數量逐漸減少。色界五層平台中，第一層欄杆有104個壁龕，第二層104個、第三層88個、第四層72個、第五層64個，總共為432個。在無色界三層平台，佛像被放置上面有許多孔洞的佛塔內，第一層平台有32個佛塔，第二層24個、第三層16個，總共有72個佛塔:35-36。壁龕與佛塔中原先總計有504尊佛像，現今有300多尊損壞（大部分是缺少佛頭）、43尊不知所蹤。自婆羅浮屠被發現以來，許多佛頭已被作為收藏品，主要在西歐的博物館中展出，例如阿姆斯特丹的熱帶博物館、巴黎的吉美博物館，和倫敦的大英博物馆。德國已於2014年歸還其收藏品，並資助他們重新接上與進一步保護此歷史遺跡。

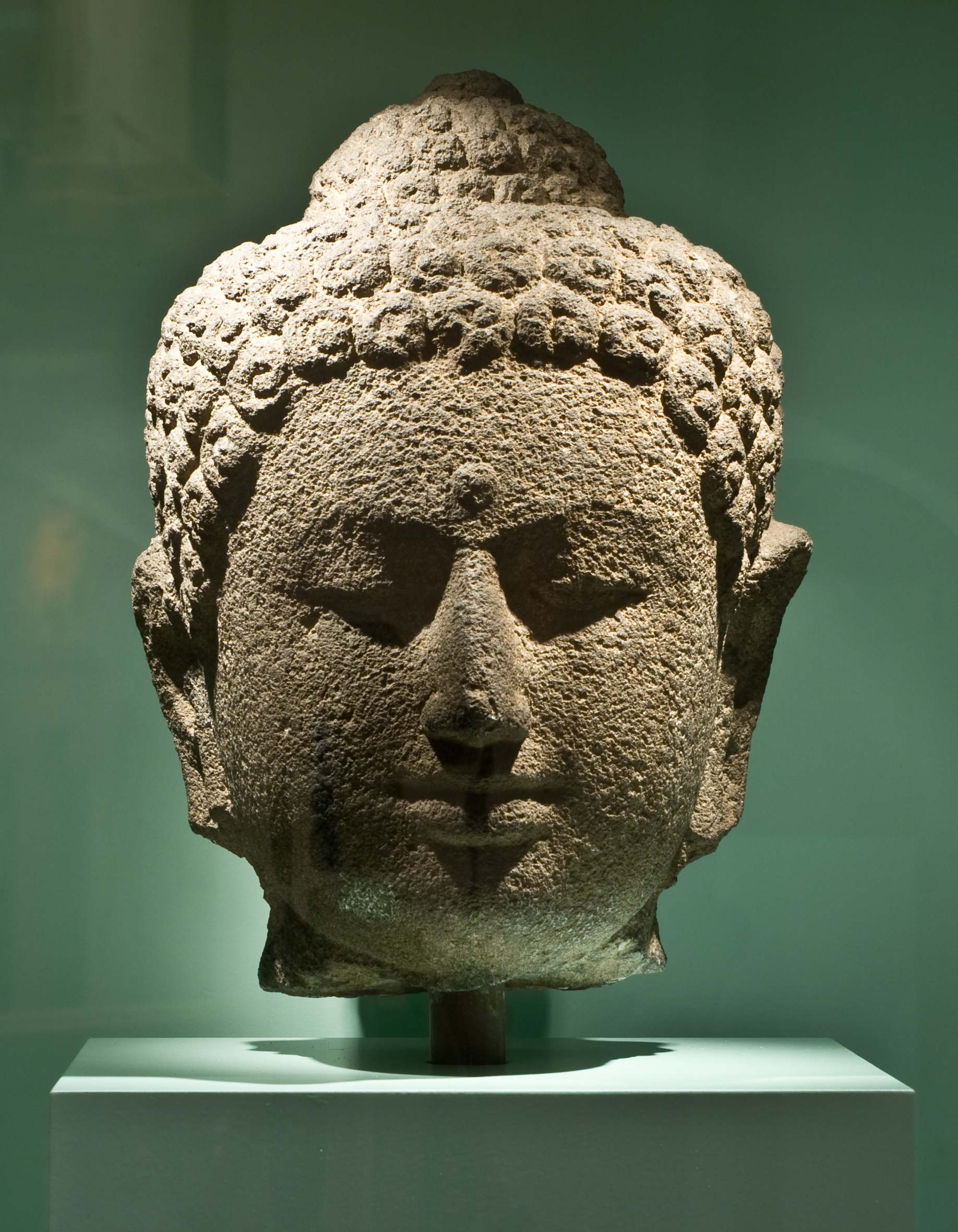
阿姆斯特丹熱帶博物館內，來自於婆羅浮屠佛像的佛頭

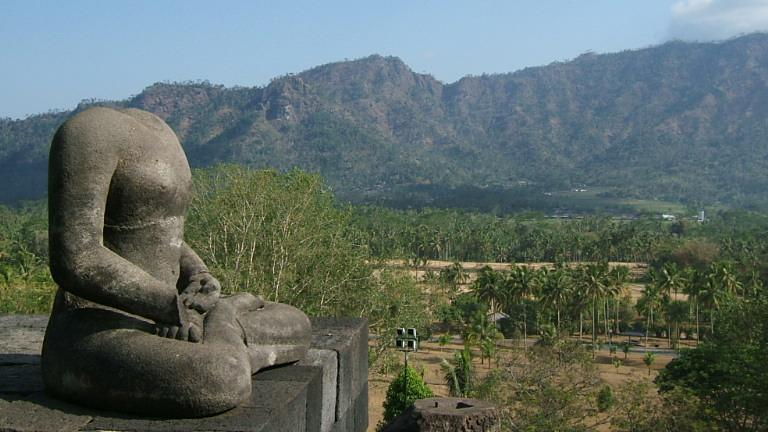
婆羅浮屠的無頭佛像。自婆羅浮屠被發現以來，許多佛頭被盜走轉移至國外的博物館

乍看之下，所有佛像看起來都差不多，但各佛像手印或手的位置有細微的差別。佛像可分類為五尊禪定佛，祂們代表大乘佛教的五方佛。手印有六種，色界前四層平台，東、南、西、北四個方向的欄杆外的佛像各有一種手印（東方為觸地印，禪定佛為阿閦佛；南方為與願印，禪定佛為寶生佛；西方為禪定印，禪定佛為阿弥陀佛；北方為施無畏印，禪定佛為不空成就佛）；東、南、西、北四個方向的第五層平台為另一種手印（安慰印，禪定佛為毗卢遮那佛）；天頂無色界三層平台72個佛塔內的佛像則為另一種手印（說法印，禪定佛為毗卢遮那佛）。每個手印均有其象徵意義。婆羅浮屠佛像的手印從東方開始，按照般若（順時針）的順序依次為：
| 佛像 | 手印     | 象徵意義           | 禪定佛     | 五方佛 | 佛像的位置                                 |
| ---- | -------- | ------------------ | ---------- | ------ | ------------------------------------------ |
|      | 觸地印   | 大地可以為我作證！ | 阿閦佛     | 東方佛 | 色界－東欄杆上前4排佛龕                    |
|      | 與願印   | 普度眾生的慈悲施與 | 寶生佛     | 南方佛 | 色界－南欄杆上前4排佛龕                    |
|      | 禪定印   | 專注和冥想         | 阿弥陀佛   | 西方佛 | 色界－西欄杆上前4排佛龕                    |
|      | 施無畏印 | 無懼、無畏         | 不空成就佛 | 北方佛 | 色界－北欄杆上前4排佛龕                    |
|      | 安慰印   | 圓滿成就，遠離煩惱 | 毗卢遮那佛 | 中央佛 | 色界－所有方向欄杆上第5排佛龕              |
|      | 說法印   | 轉法輪             | 毗卢遮那佛 | 中央佛 | 无色界－三個圓形平台上的72個多孔洞的佛塔內 |

## 遺產

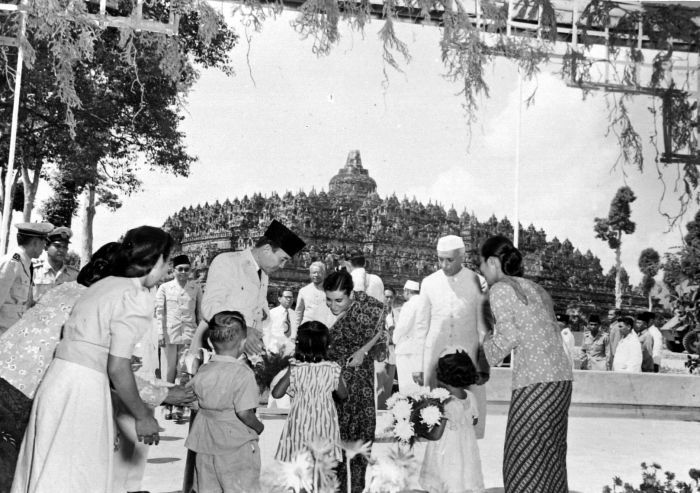
1950年6月，蘇卡諾和印度總理贾瓦哈拉尔·尼赫鲁訪問婆羅浮屠

婆羅浮屠的美學、精湛技術，以及其龐大的規模，喚起了印度尼西亚人的自豪感。就像柬埔寨的吳哥窟一樣，婆羅浮屠已成為印度尼西亞的強大象徵，證明其過去的偉大。印度尼西亞第一任總統蘇卡諾特意向外國政要展示了該遺址。後繼的蘇哈托政權意識到其重要的象徵意義與經濟價值，在聯合國教科文組織的幫助下，展開婆羅浮屠大規模的修復。在印度尼西亞，許多博物館都有婆羅浮屠的模型。此歷史遺跡幾乎已成為一個象徵，與哇揚皮影偶戲、甘美蘭等代表傳統爪哇經典，讓印度尼西亞人從中得到啟發。:38

中爪哇省徽章內的剪影為婆羅浮屠

一些取自婆羅浮屠的考古文物或其複製品已在印度尼西亞和國外的一些博物館中展出。除了婆羅浮屠寺院內的婆羅浮屠博物館外，還有一些博物館也收藏婆羅浮屠的文物，如雅加達的印度尼西亚国家博物馆、阿姆斯特丹的熱帶博物館、倫敦的大英博物馆，和曼谷的曼谷國立博物館。巴黎的卢浮宫博物館、吉隆坡的马来西亚国家博物馆，和新北市世界宗教博物館則展出婆羅浮屠的複製品。這座歷史遺跡引發了全球對古代爪哇佛教文明的關注。
婆羅浮屠的重新發現和重建被印尼佛教徒譽為印尼佛教復興的象徵。1934年，來自斯里蘭卡的上座部佛教僧侶那羅達·泰拉長老第一次訪問印度尼西亞，作為他在東南亞傳播佛法之旅的一站，當地佛教徒利用這個機會復興佛教。當年3月10日，在那羅達長老的加持下，於婆羅浮屠東南側舉行菩提樹植樹儀式，部分優婆塞出家為僧。每年卫塞节期間，印度尼西亞和鄰國的數千名佛教徒湧向婆羅浮屠參與慶典。
中爪哇省和馬吉冷縣的標誌上有婆羅浮屠的形象，它已成為中爪哇的象徵，更廣泛的說成為印度尼西亞的象徵之一。婆羅浮屠已成為多家機構的名稱，如婆羅浮屠大學、婆罗浮屠酒店，以及國外許多印度尼西亞餐廳的名稱。婆羅浮屠出現在印尼盾紙幣、郵票，以及大量書籍、出版物、紀錄片和印度尼西亞旅遊宣傳材料中。婆羅浮屠已成為印度尼西亞重要旅遊景點，對於促進周邊地區經濟發展至關重大。例如，日惹市的旅遊業蓬勃發展，部分原因是它臨近婆羅浮屠和普兰巴南。

## 圖集

### 浮雕圖集

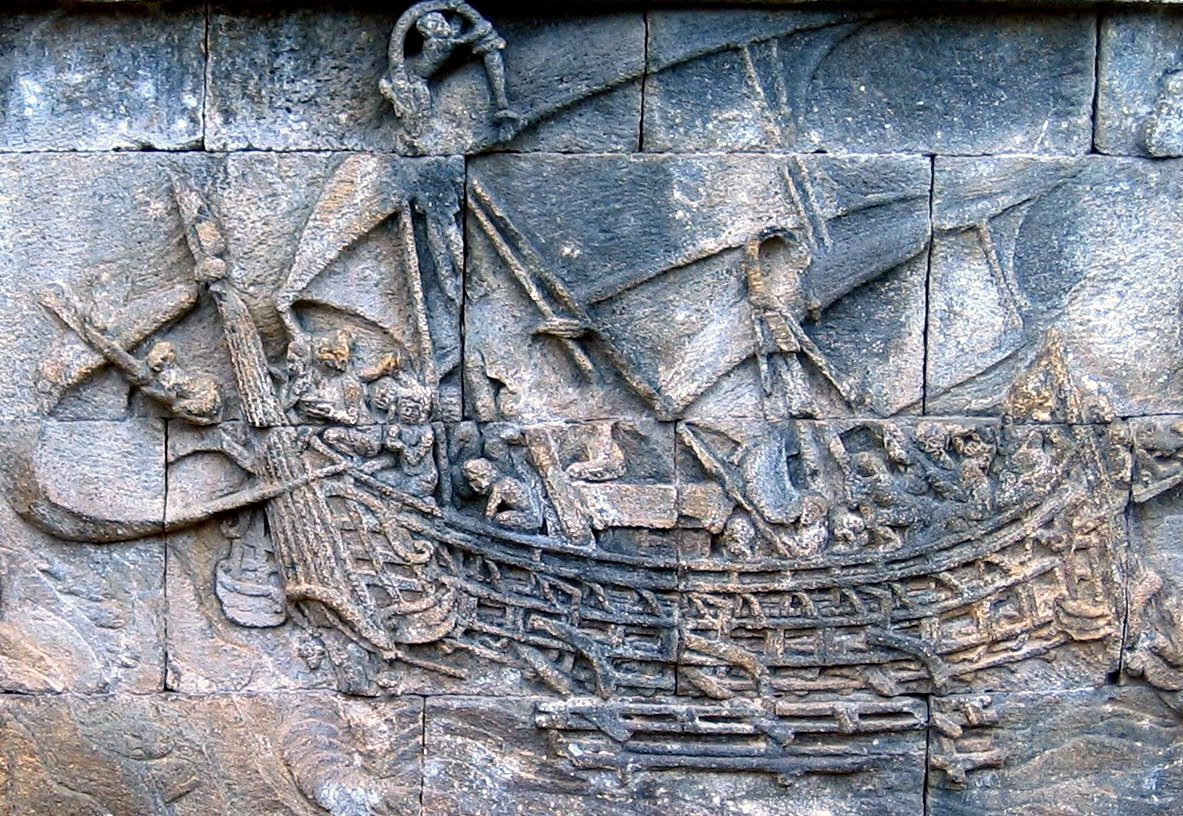
婆羅浮屠船（英语：Borobudur ship）浮雕
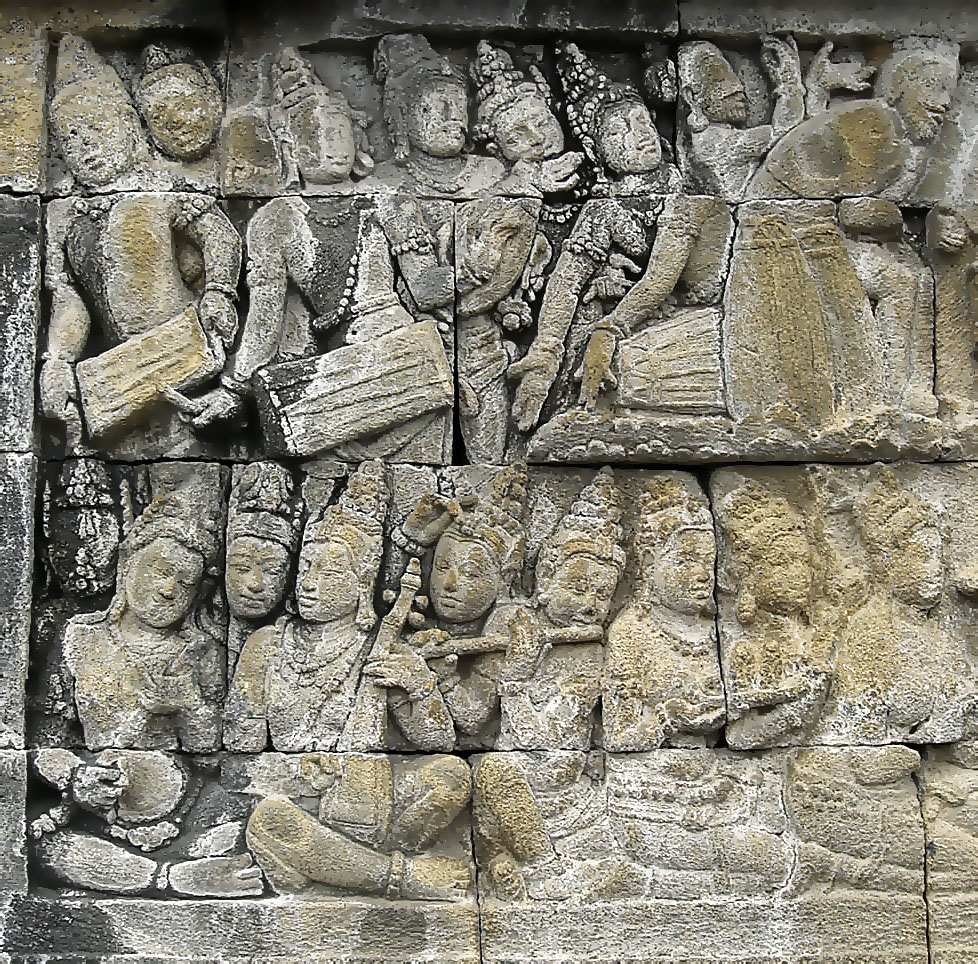
合奏的樂者，可能為甘美蘭的早期形式
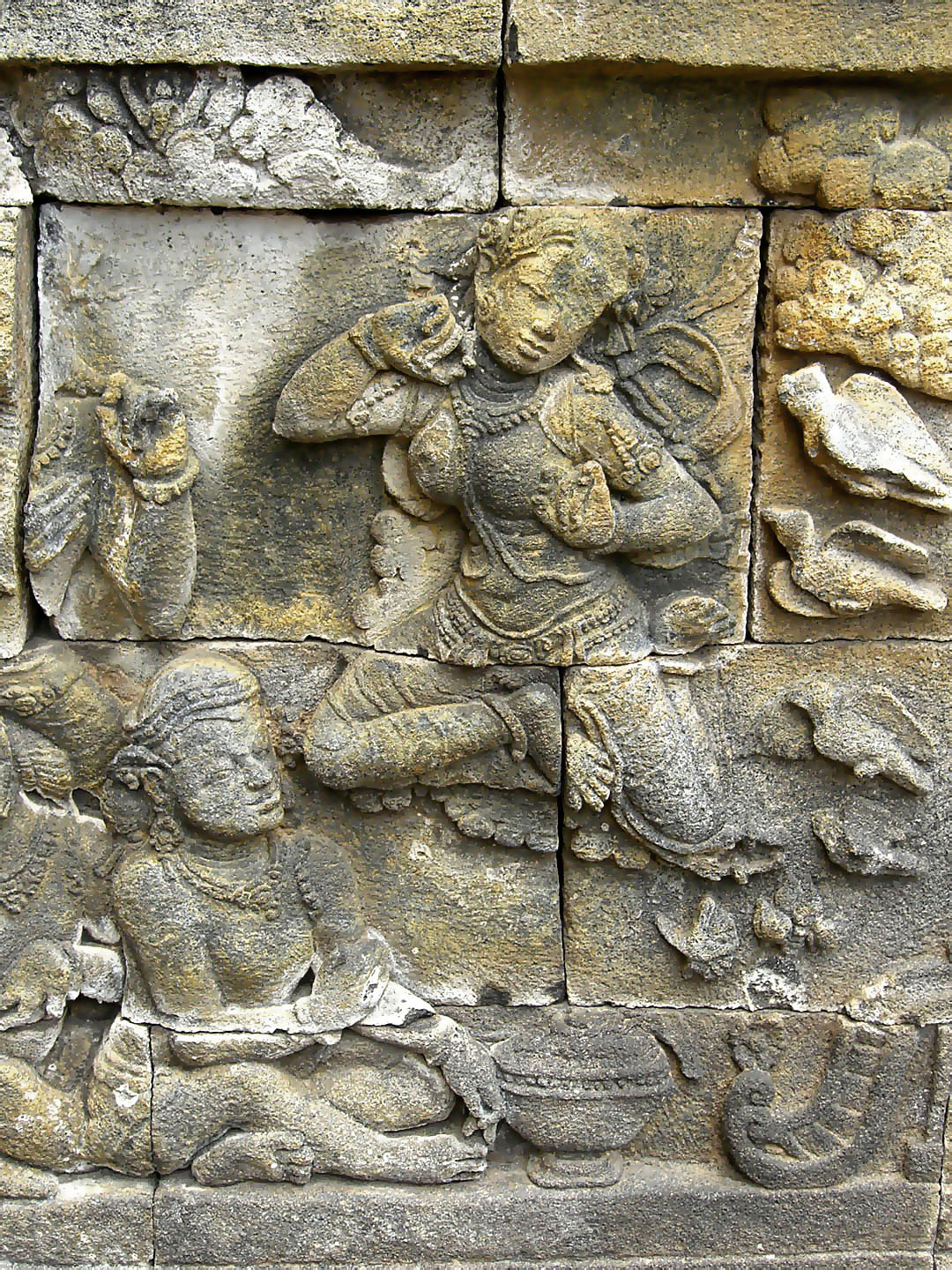
飛天女神
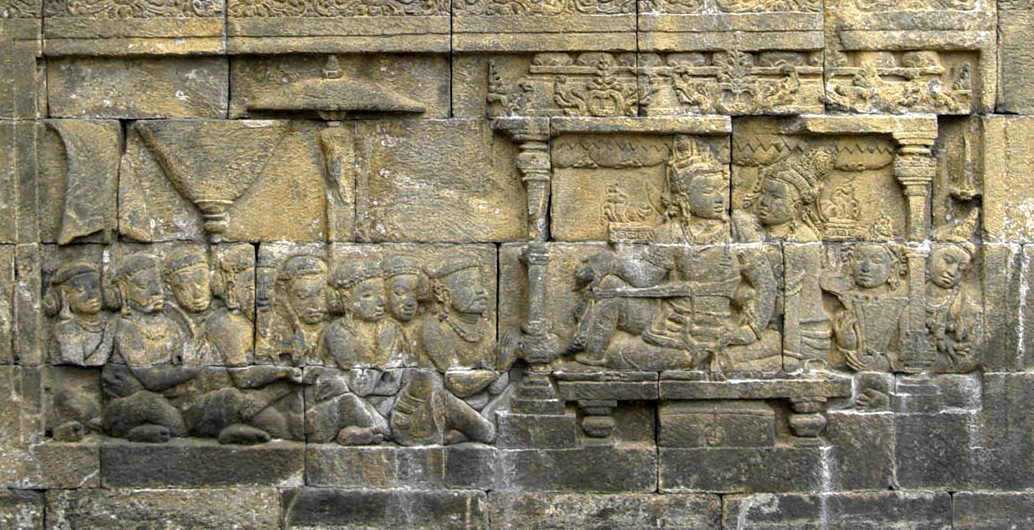
國王、王后與他們的臣民之場景
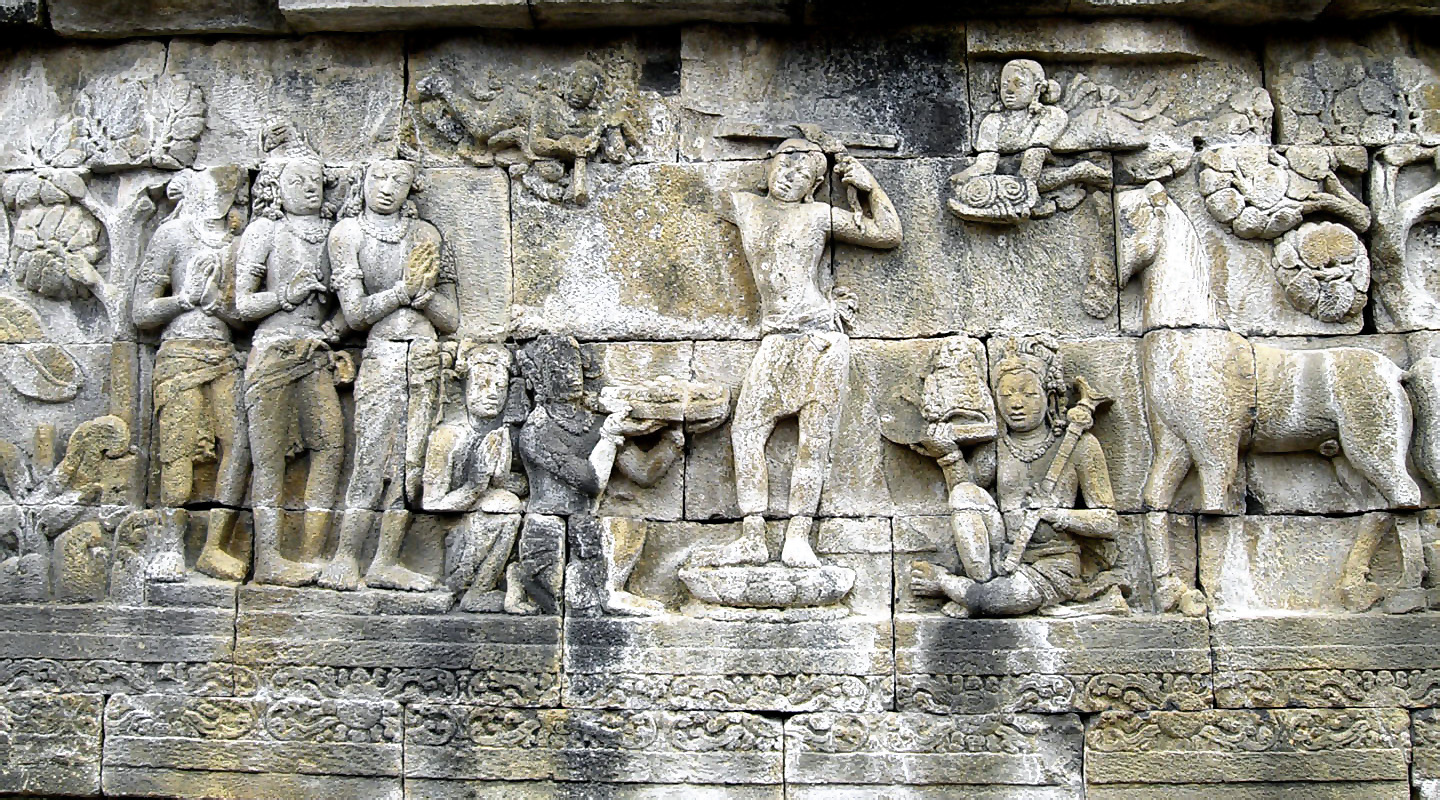
悉達多太子成為一名苦行者
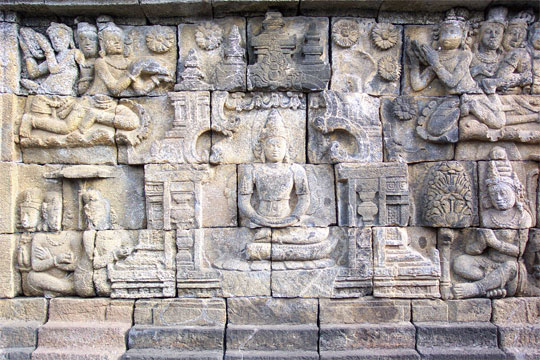
長廊牆壁上的一幅浮雕
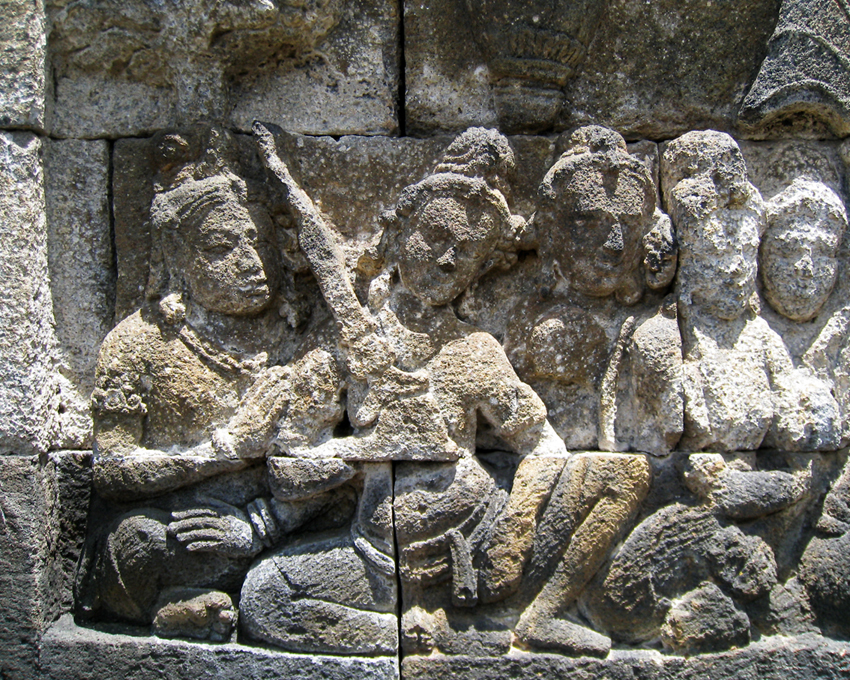
一把武器，可能是马来短剑的早期形式
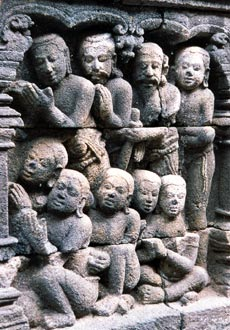
一幅浮雕之細部
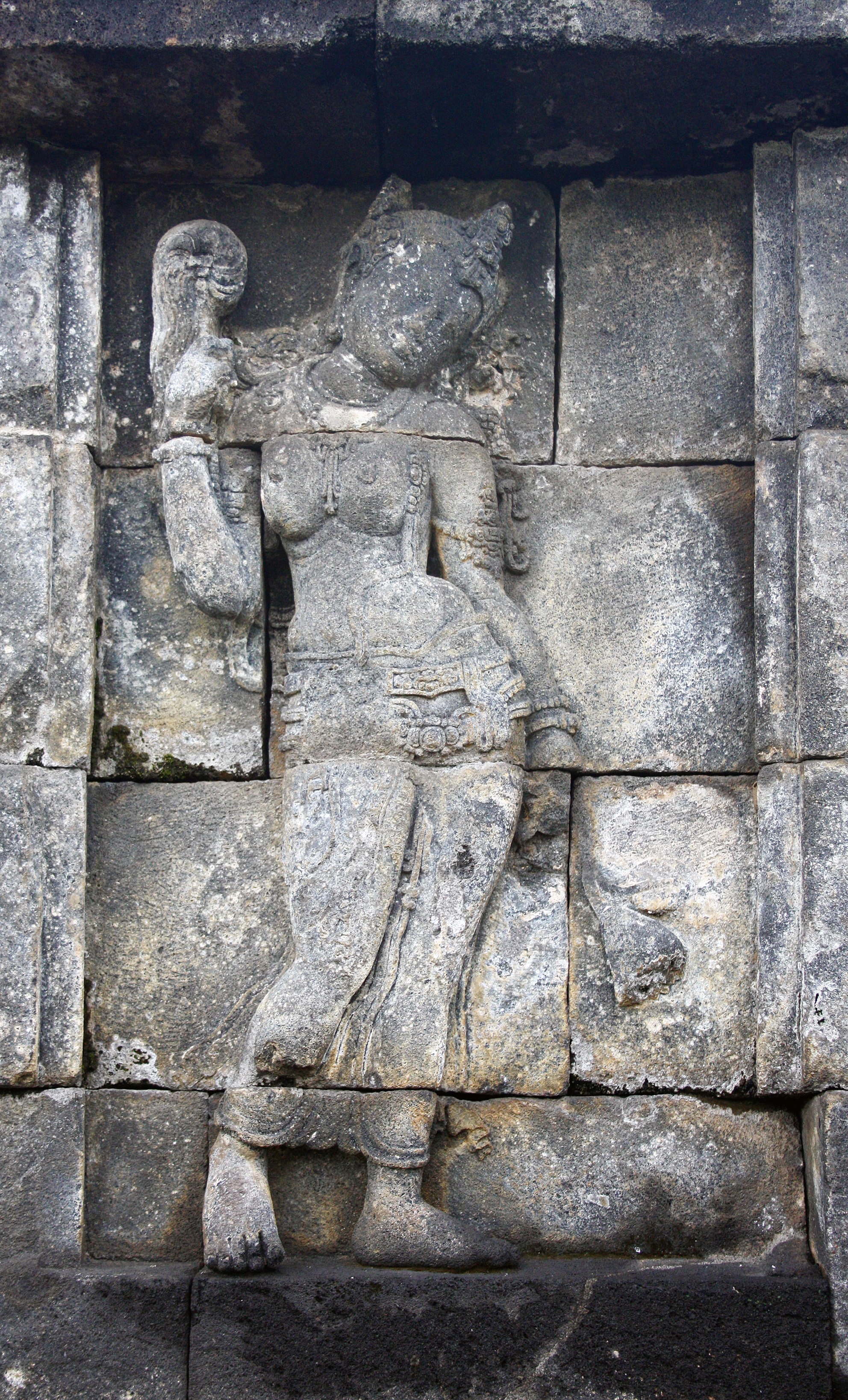
多羅菩薩手執拂塵
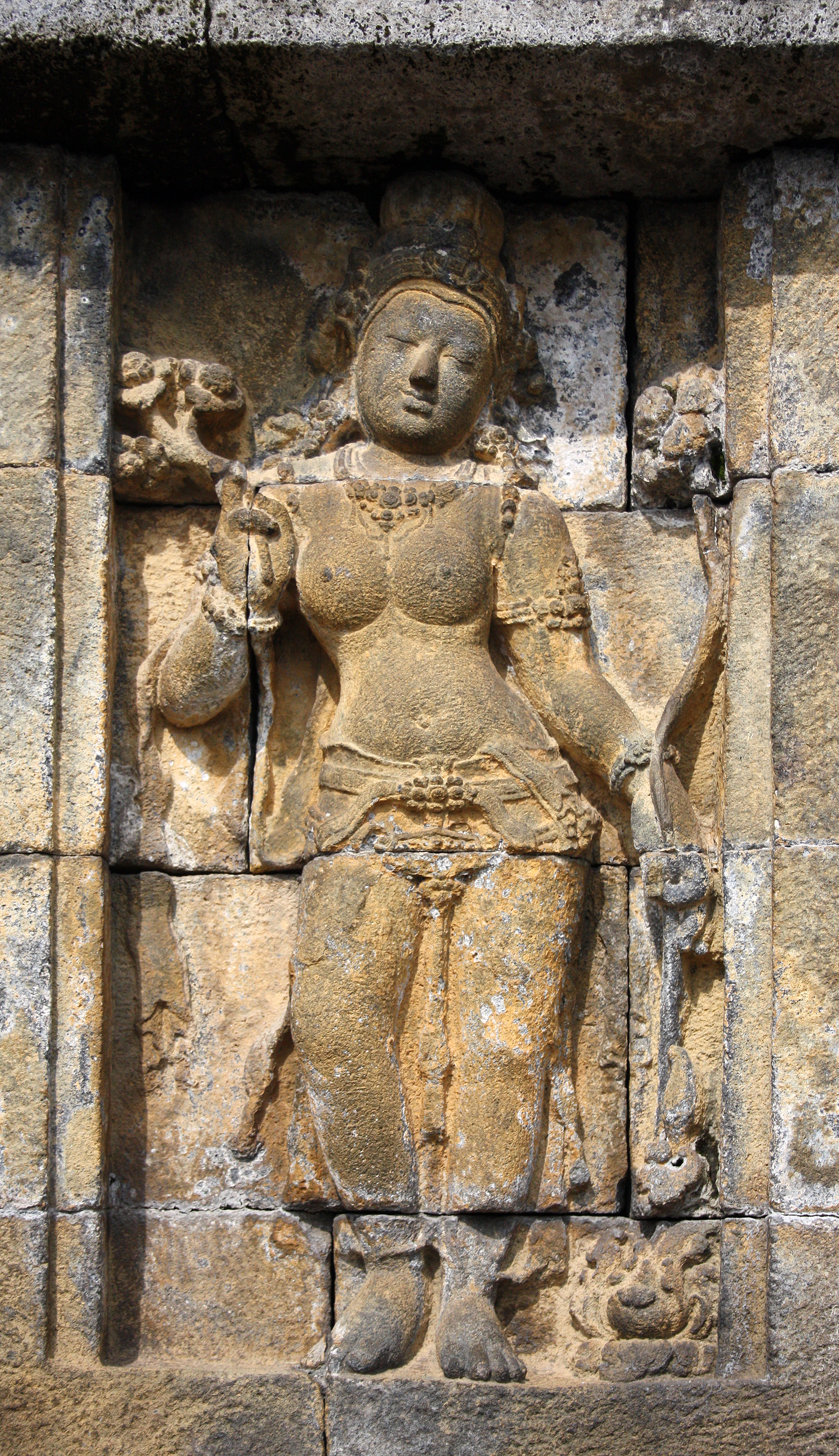
蘇拉孫達里（英语：Surasundari）手執蓮花
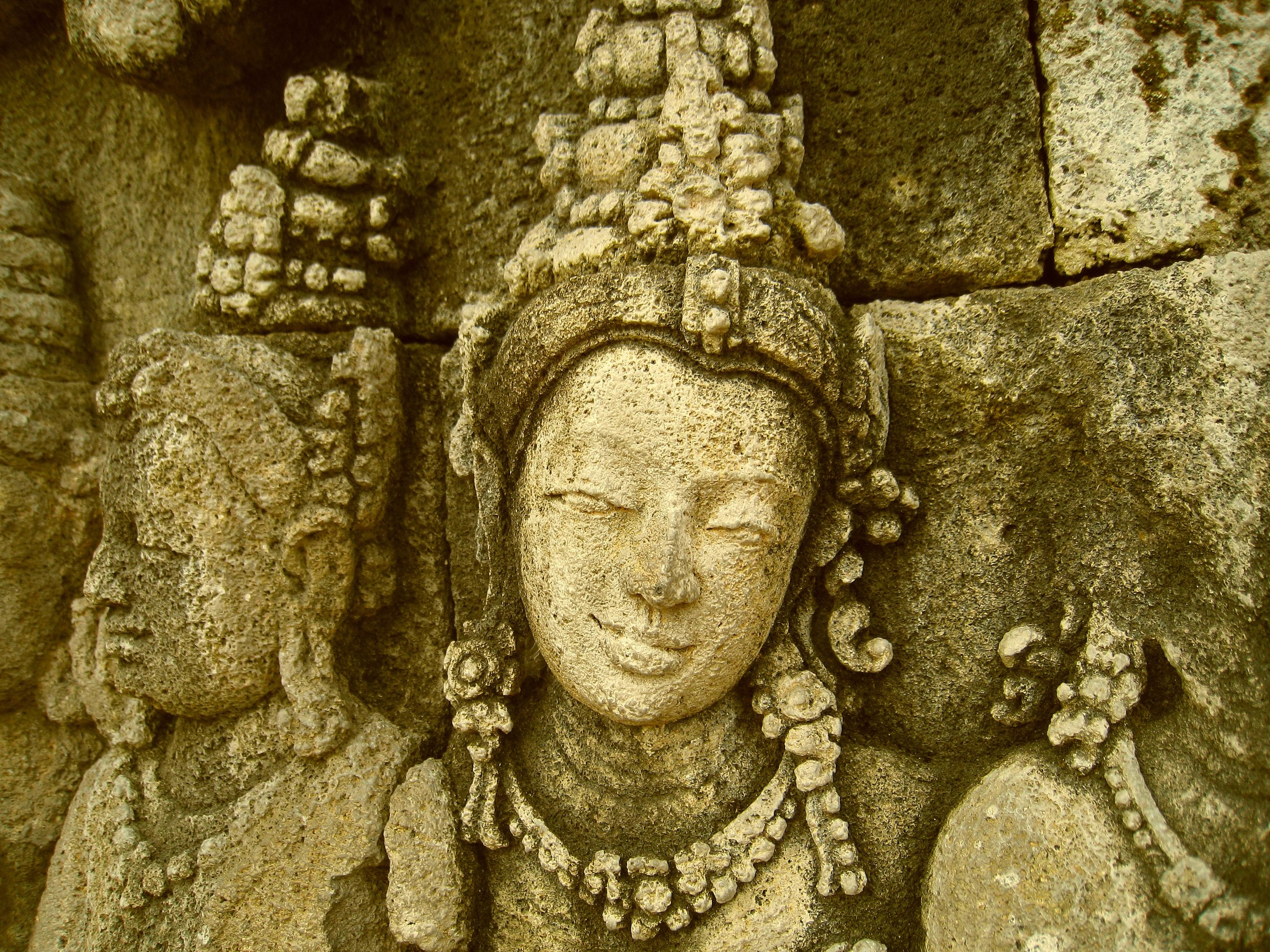
一幅浮雕的特寫
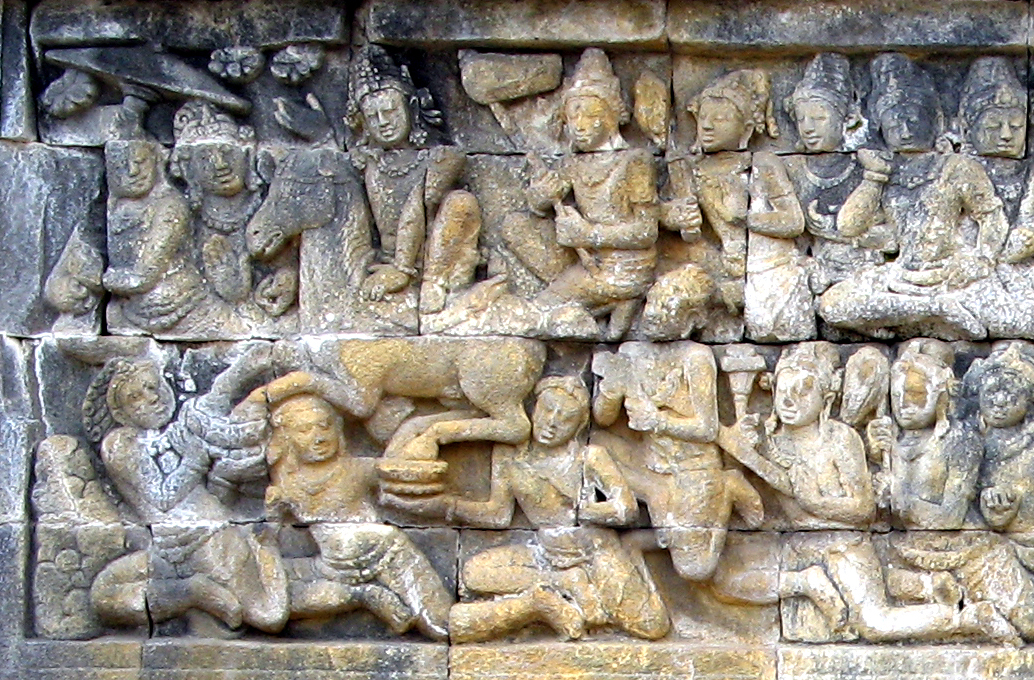
普曜經記述的佛陀修行之旅
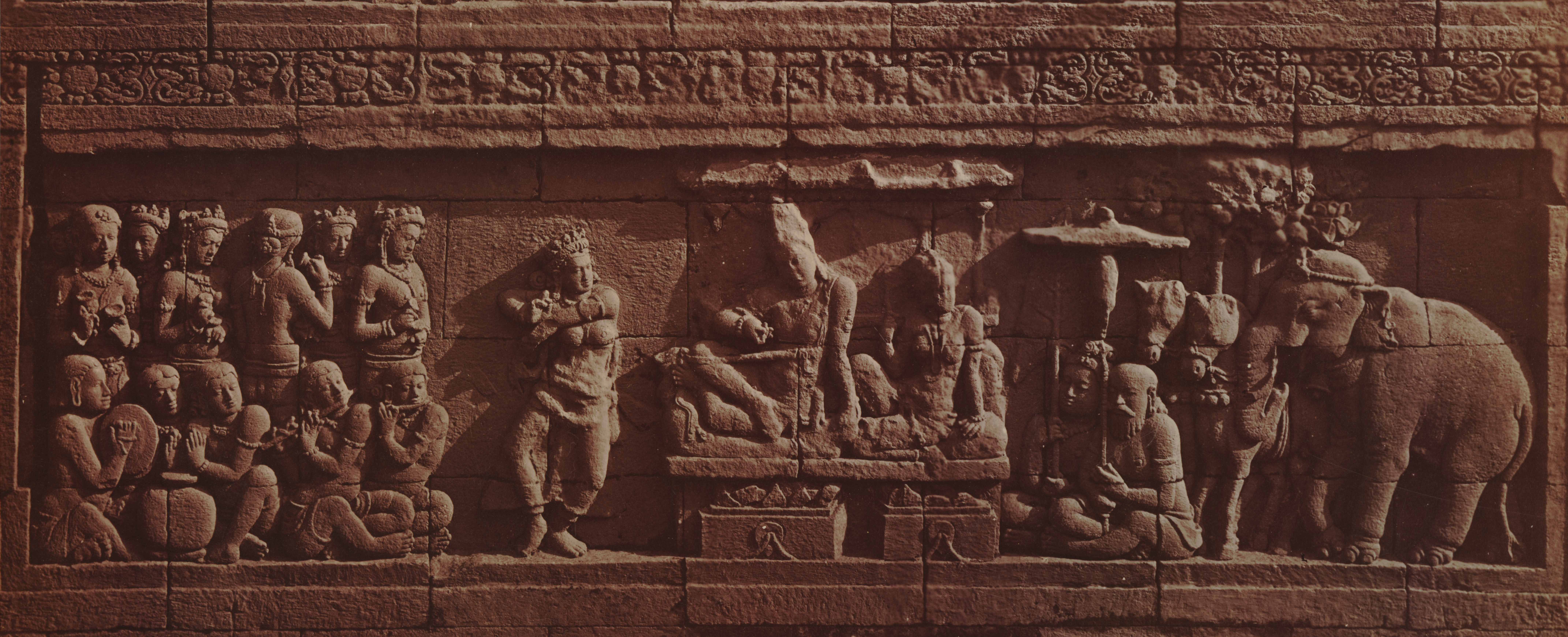
舞者隨著長笛、鈸樂隊起舞

### 婆羅浮屠圖集

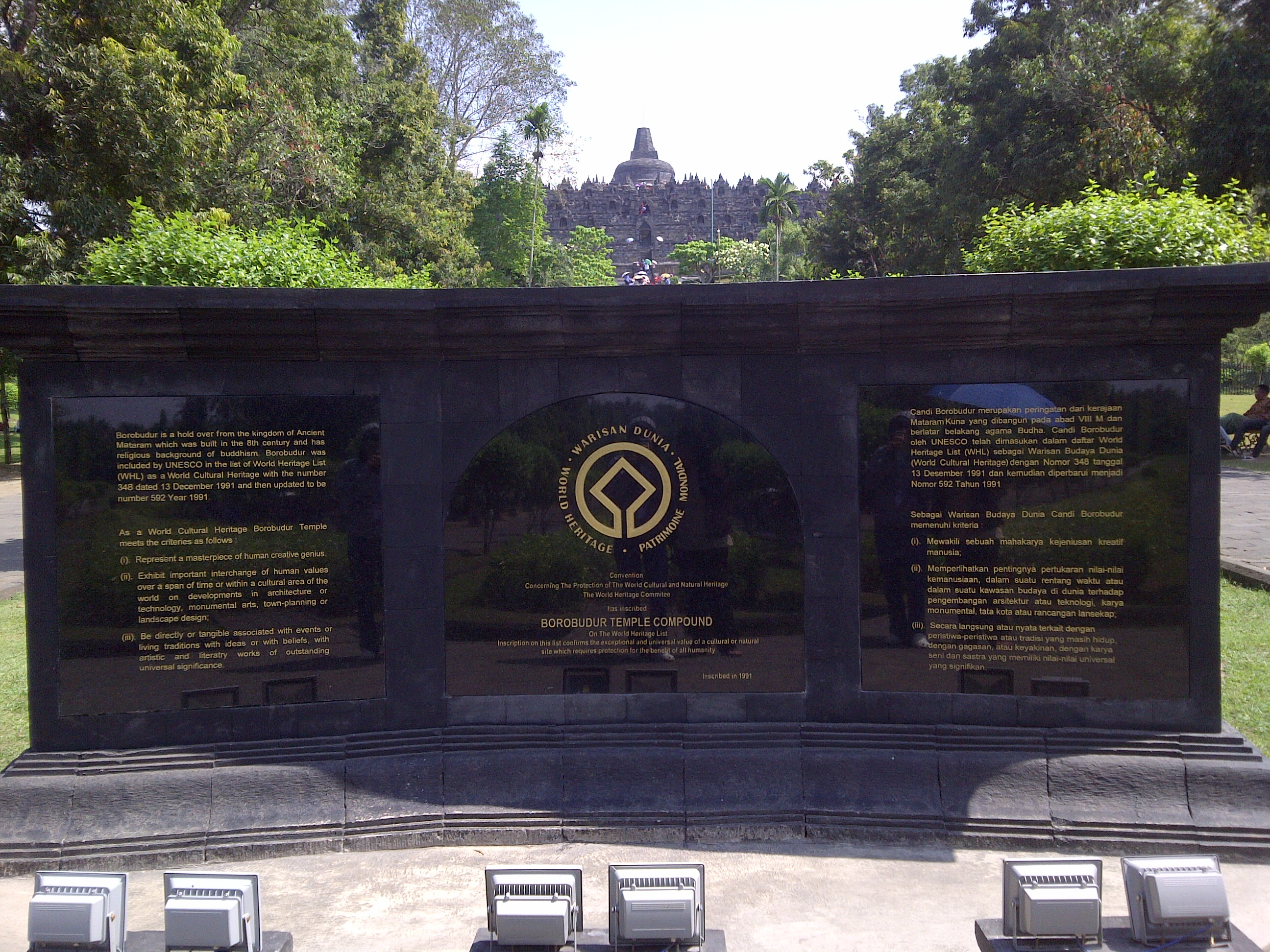
婆羅浮屠的世界遺產標誌
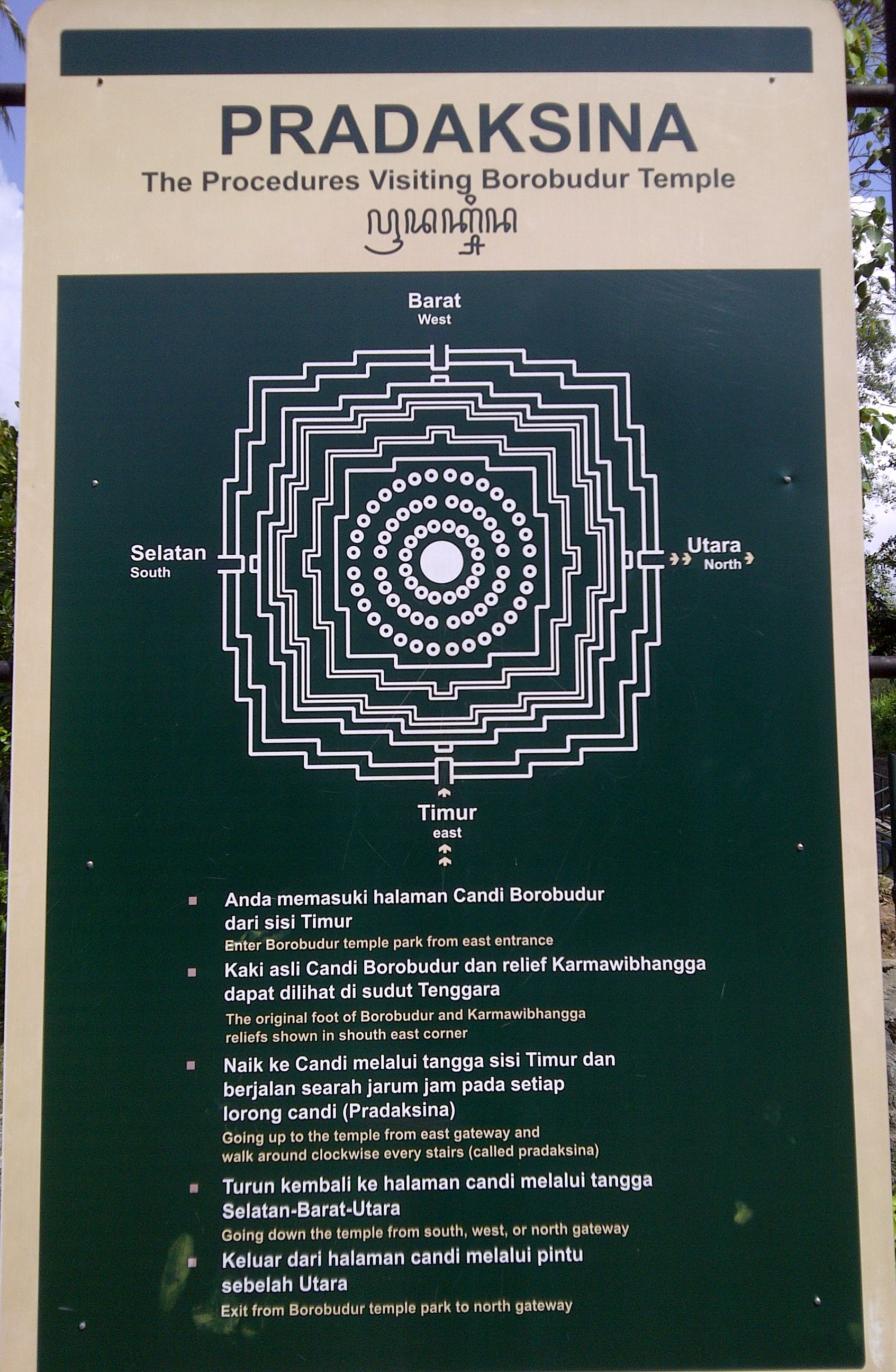
婆羅浮屠的參觀指引
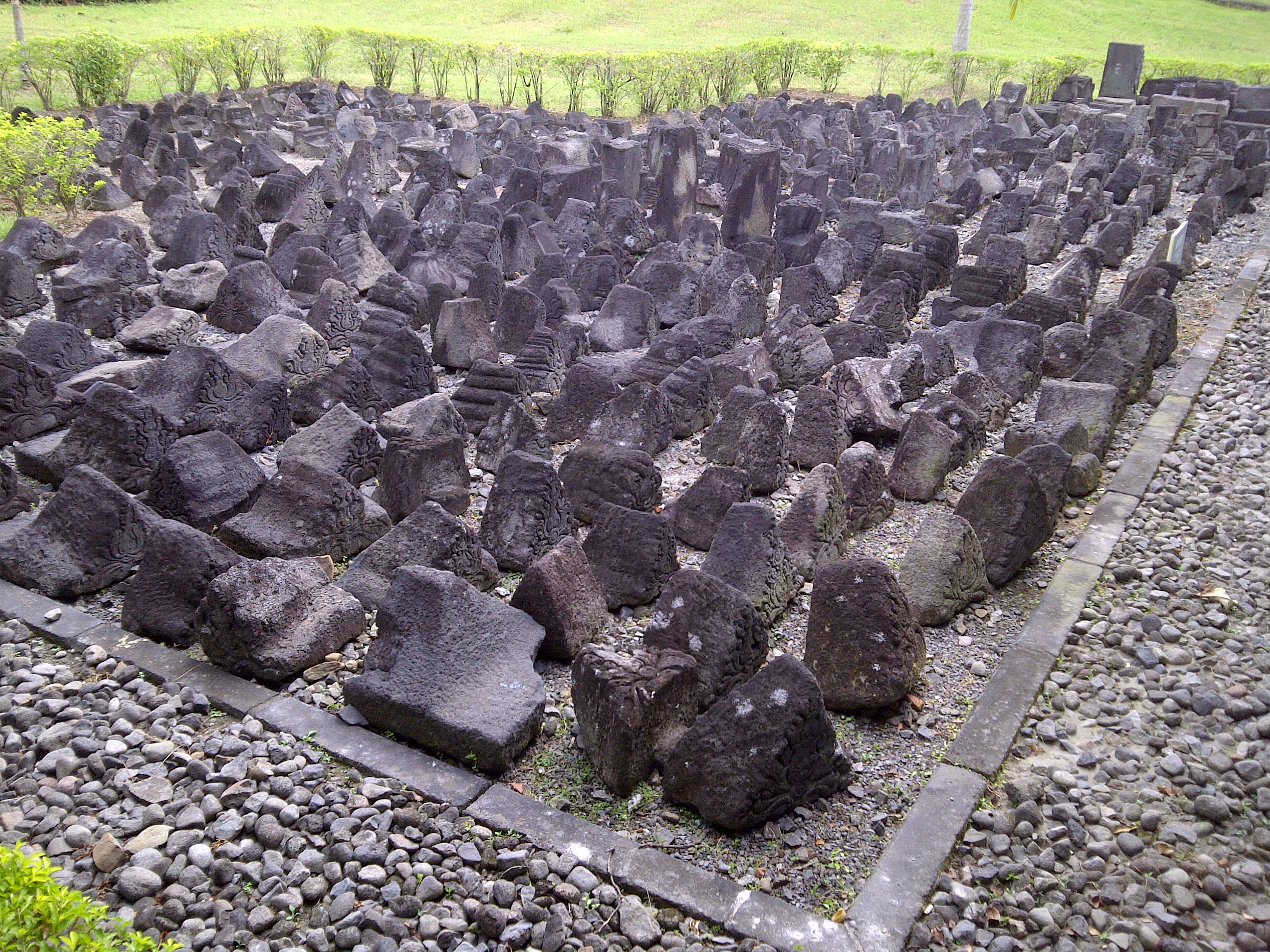
堆放在婆羅浮屠博物館（英语：Karmawibhangga Museum）的婆羅浮屠零散結構部件，這些還找不到原先的位置
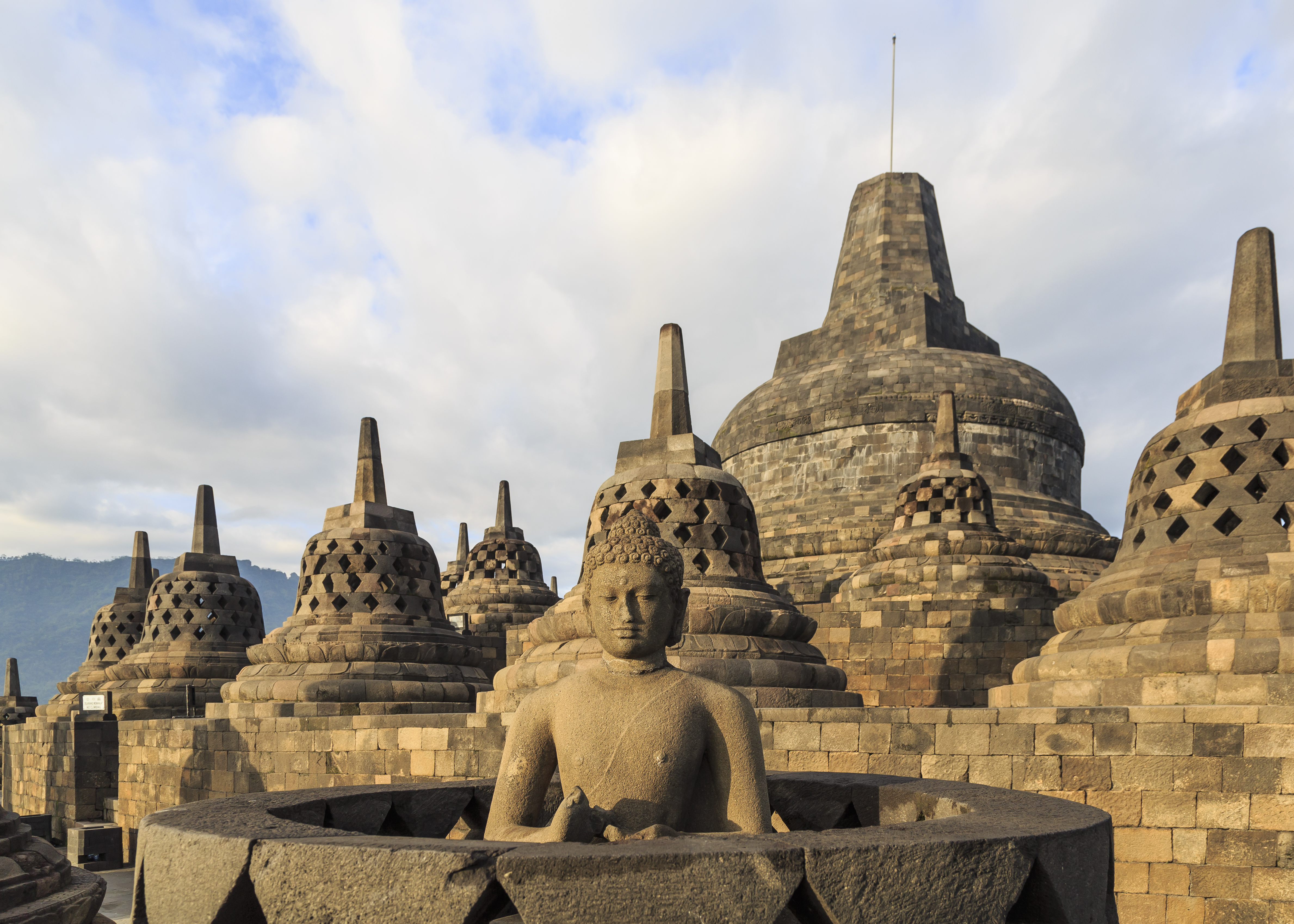
婆羅浮屠頂部殘缺佛塔中露出的佛像
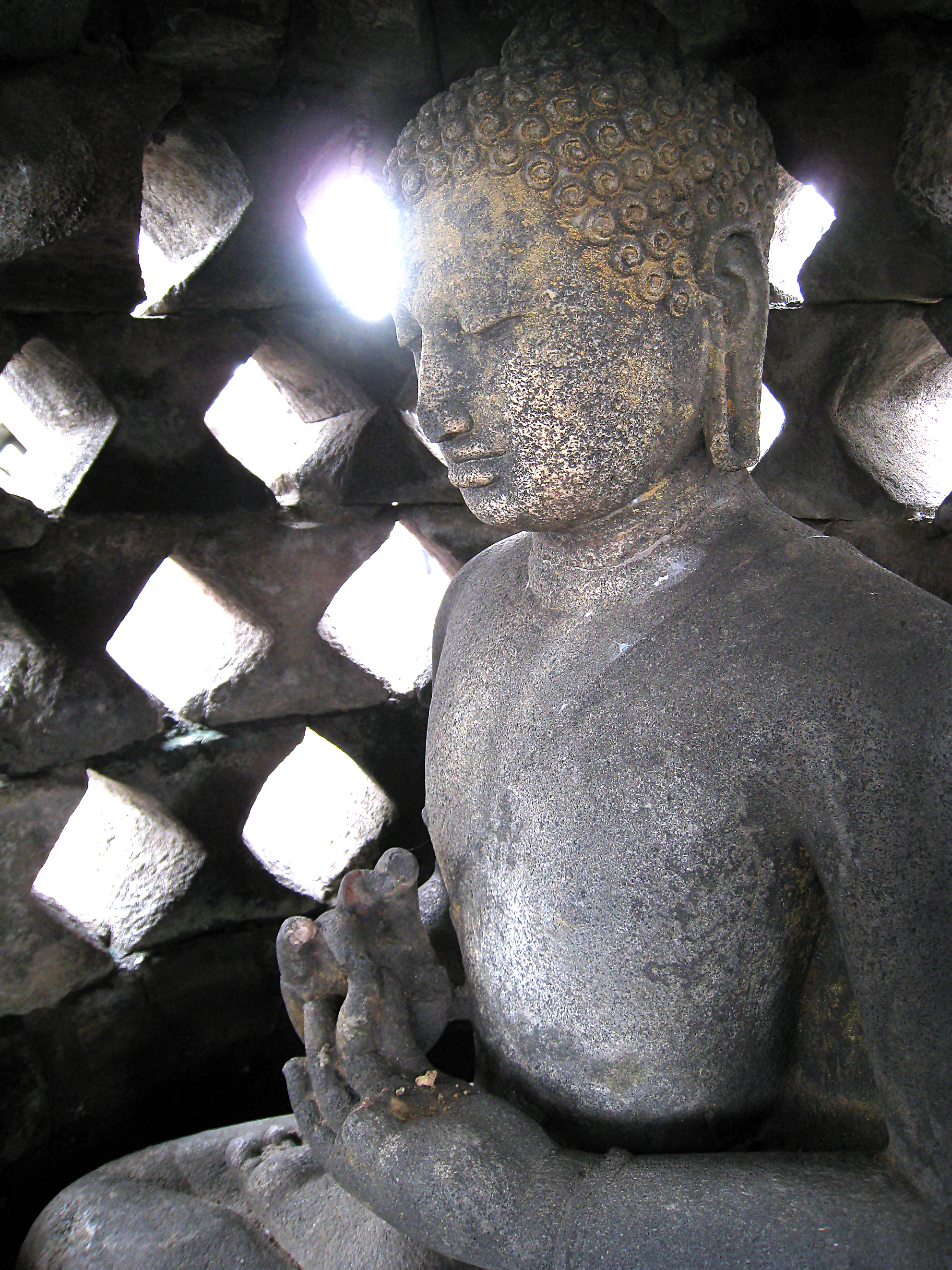
一座佛塔內的佛像

## 延伸閲讀
- Parmono Atmadi. . Yogyakarta: Gajah Mada University Press. 1988. ISBN 979-420-085-9.
- Luis O. Gomez; Hiram W. Woodward. . presented at the Int. Conf. on Borobudur, Univ. of Michigan, 16–17 May 1974. Berkeleyamp: Asian Humanities Press. 1981. ISBN 0-89581-151-0.
- Padmanabh S. Jaini. . Bulletin of the School of Oriental and African Studies (Cambridge University Press). 1966, 29 (3)  [2022-02-16]. （原始内容存档于2022-02-16）.
- Roy E. Jordaan. . Leiden: Vakgroep Talen en Culturen van Zuidoost-Azië en Ocenanië, Rijksuniversiteit te Leiden. 1993. ISBN 90-73084-08-3.
- August J.B. Kempers. . Wassenaar: Servire. 1976. ISBN 90-6077-553-8.
- Marijke J. Klokke; Véronique Degroot. . NUS Press. 2013  [2022-02-16]. ISBN 978-9971696559. doi:10.2307/j.ctv1qv3kf. （原始内容存档于2022-04-15）.
- John Miksic. . Hongkong: Periplus. 1999. ISBN 962-593-198-8.
- Peter Cirtek. . Hamburg: Monsun Verlag. 2019. ISBN 978-3-940429-09-4.
- W. Brown Morton III. . National Geographic. 1983-01, 163 (1): 126–142. ISSN 0027-9358. OCLC 643483454.
- Bahadur Chand Shastri. . Bijdragen tot de Taal-, Land- en Volkenkunde van Nederlandsch-Indië (Brill). 1932, 89 (1): 173–181  [2022-02-16]. （原始内容存档于2022-02-16）.
- Adrian Snodgrass. . Southeast Asia Program. Ithaca, N.Y.: Cornell University. 1985. ISBN 0-87727-700-1.
- R. Soekmono; J.G. de Casparis; J. Dumarçay; P. Amranand; P. Schoppert. . Singapore: Archipelago Press. 1990. ISBN 2-87868-004-9.
- Jeffery Roger Sundberg. . Bijdragen tot de Taal-, Land- en Volkenkunde. 2006, 162 (1): 95–132  [2022-02-16]. （原始内容存档于2022-04-14）.

## 外部連結
- （英文）（印尼文）婆羅浮屠官方網站 （页面存档备份，存于）
- （英文）聯合國教科文組織－婆羅浮屠寺廟群 （页面存档备份，存于）
- （英文）聯合國教科文組織、NHK－婆羅浮屠寺廟群介紹短片（Youtube） （页面存档备份，存于）
- （英文）澳大利亞國立大學－婆羅浮屠研究計畫 （页面存档备份，存于）